# Haagse grachtengordel

Bestaande en gedempte of overkluisde grachten in Den Haag

De Haagse grachtengordel is de (deels 16e en vooral vroeg) 17e-eeuwse Singelsgracht die nog intact is.
Een gordel is ring-, of cirkelvormig, de Singelsgracht van Den Haag heeft een andere (hoekige) vorm. Dat is niet uniek. Oud-Rotterdam had een driehoekige vorm.
Een grachtengordel moet niet worden verward met een stelsel van met elkaar verbonden waterwegen. De binnengrachten van een stad behoren niet tot de gordel. De oudste nog bestaande grachten in Den Haag zijn aangelegd vanaf de 14e eeuw. Daarvan is alleen een deel van het Spoye (Spui) nog aanwezig. Het wordt thans de Zieke genoemd (de kade heet het Zieken). Men onderscheidt dus de grachtengordel, dit zijn de singelgrachten die om de stad gelegd zijn, van de verbindende grachten ertussen.
Verschil tussen singels en grachten: singels hebben aarden wallen, grachten hebben kades.(dat is thans niet meer van toepassing.. Noordwal, Zuidwal, Prinsessewal (en eigenlijk ook de) Hogewal zijn thans kades.. of, in geval van Hogewal, van steen). 
In de 19e en 20e eeuw zijn (in Den Haag) veel wallen vervangen door kades, maar de namen herinneren nog aan de oude situatie. Hooikade, Bierkade, Dunne Bierkade, Zuidwal, Noordwal, Prinsessewal en Hoge Wal. De gedeelten met kades waren van oudsher vooral voor de handel bestemd.
Ook de grachten in de stad binnen de Singelsgracht hadden kades en waren veelal voor de handel. Uitzondering was de Stille Veerkade in het verlengde van de Rotterdamse en Amsterdamse Veerkade. Deze kade was pas gereed toen de Goude eeuw voorbij was en bleef lang relatief stil.
De Haagse (Singels)grachtengordel is een aaneengeschakeld stelsel van waterwegen dat in de Tachtigjarige Oorlog op bevel van Prins Maurits werd aangelegd. De verbindingsgrachten hadden in de meeste gevallen de functie van goederenoverslag, markt en handelsplaats. Na de aanleg omvatte de grachtengordel geheel Den Haag inclusief heel grote onbebouwde plekken. De grachtengordel is nooit belegerd geweest maar in het rampjaar 1672 wel als verdedigingslinie gebruikt. Ook in 1940 werd het als verdedigingslinie gebruikt. Bruggen die open konden, werden open gezet. Dat gold ook voor de Draaibrug van Enthoven bij de Noordwal. Andere bruggen (ook bij de Noordwal) werden gesloopt om de vijand te stoppen.

## Ontstaansgeschiedenis

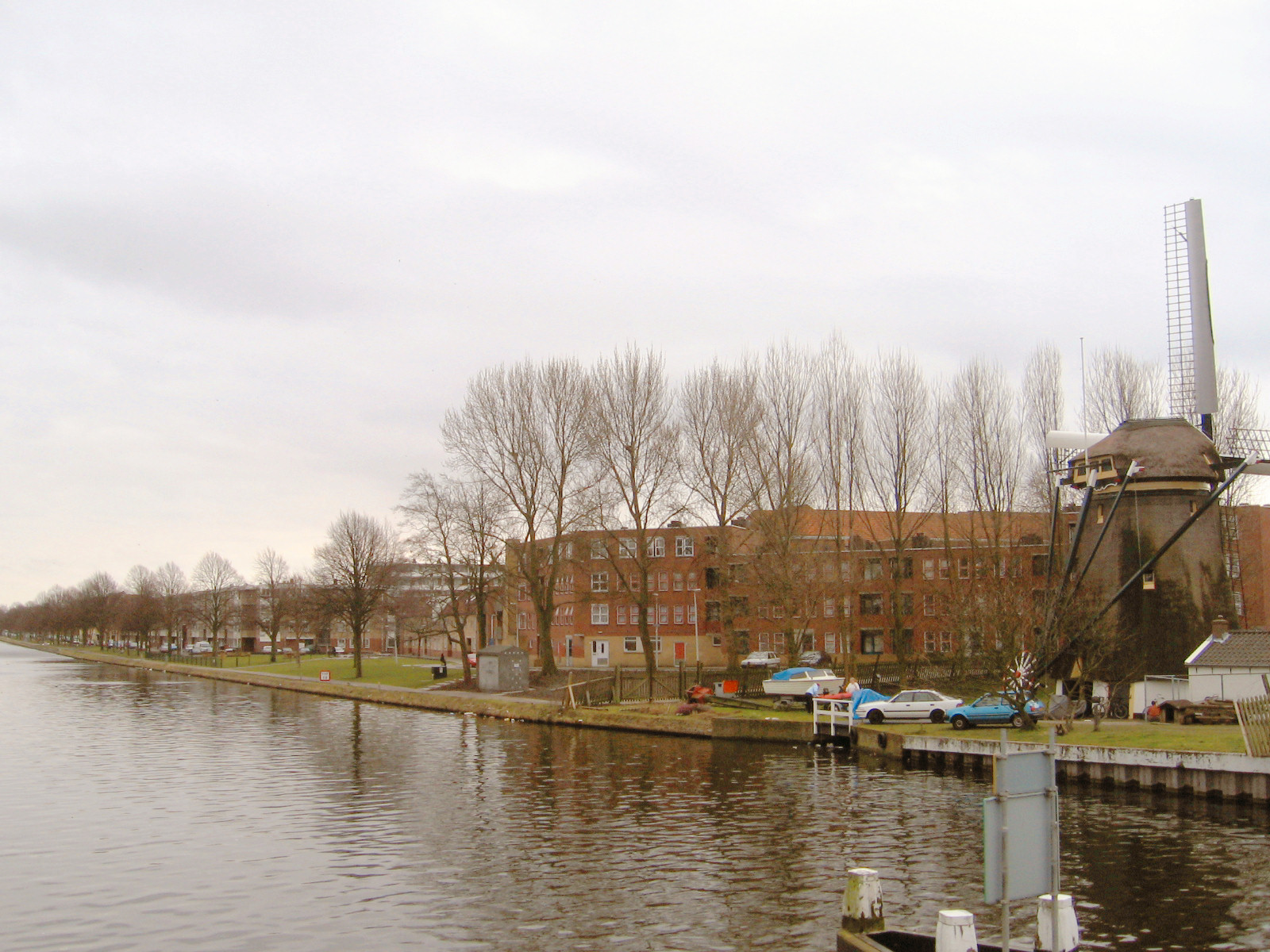
Zicht op de Haagse Vliet in 2006.

### Het Spui
De Haagse Beek voerde water uit de duinen aan richting het Hof en de latere Hofvijver. De afvoer van dit beekwater geschiedde met een spuikanaal dat in Den Haag het Spoye (Spui) ging heten. In 1345 werd dit kanaal, dat de eerste Haagse gracht kan worden genoemd, verbreed en door het graven van het Zieke en in het verlengde daarvan de Haagse Trekvliet aangesloten op de Vliet die tussen Delft en Leiden loopt. In 1595 werd het Spui verder verbreed. Als vanzelfsprekend werd het Spui hét transportkanaal van Den Haag en groeide de stad in die richting. De basis werd gelegd voor wat het Spuikwartier wordt genoemd.

### Middeleeuwen
Vanaf het midden van de 14e eeuw tot het einde van de 15e eeuw groeide den Haghe – zoals Den Haag toen werd genoemd – onstuimig. De uitbreiding gebeurde in de richting van Rijswijk en de Haagse Trekvliet, Haagse Vliet of Haagvliet, op het veengedeelte van de stad. De Wagenstraat en Venestraat ontstonden in die tijd. In de buurt rond die twee straten vestigden zich laken- en bierproductie. Een van eerste grachten was de Lange Gracht die op de plek van de huidige Gedempte Burgwal en de Gedempte Gracht lag. Een andere was de Voldersgracht die haaks op de Lange Gracht werd gegraven. (Het vollen in de lakenindustrie was het platstampen – met de blote voeten – van het geweven laken in een bak met boter en urine.)
De buurt rond de huidige Raamstraat kende ook lakennijverheid en had een aantal slootjes die op de Lange Gracht uitkwamen. (De Raem sloeg op de ramen waarop de lakense stof werd opgerekt.) Onder de Lange Gracht lag een buurtje dat het Padmoes werd genoemd. Dit verdween toen rond 1650 met de bouw van de Nieuwe Kerk werd begonnen. Tussen 1524 (het bieroproer) en 1575 regeerde tegenspoed in Den Haag. Zo deed in 1525 met de verbranding van Jan de Bakker de inquisitie in Den Haag haar intrede. De lakennijverheid ging zeer slecht en in 1528 werd Den Haag door Gelderse troepen geplunderd. De opstand tegen de Spaanse overheersing liep op grote verwoestingen en hongersnood uit. Het Hof van Holland was naar Delft uitgeweken en keerde pas in 1576 terug naar Den Haag. Daarna ging het weer wat beter met de stad. Prins Maurits besloot in 1585 Den Haag tot zijn residentie te maken en daarmee keerde er weer wat rust in de stad terug. Van grote betekenis was ook het feit dat de Staten-Generaal in 1587 besloot zich definitief in Den Haag te vestigen.

### Uitbreidingen

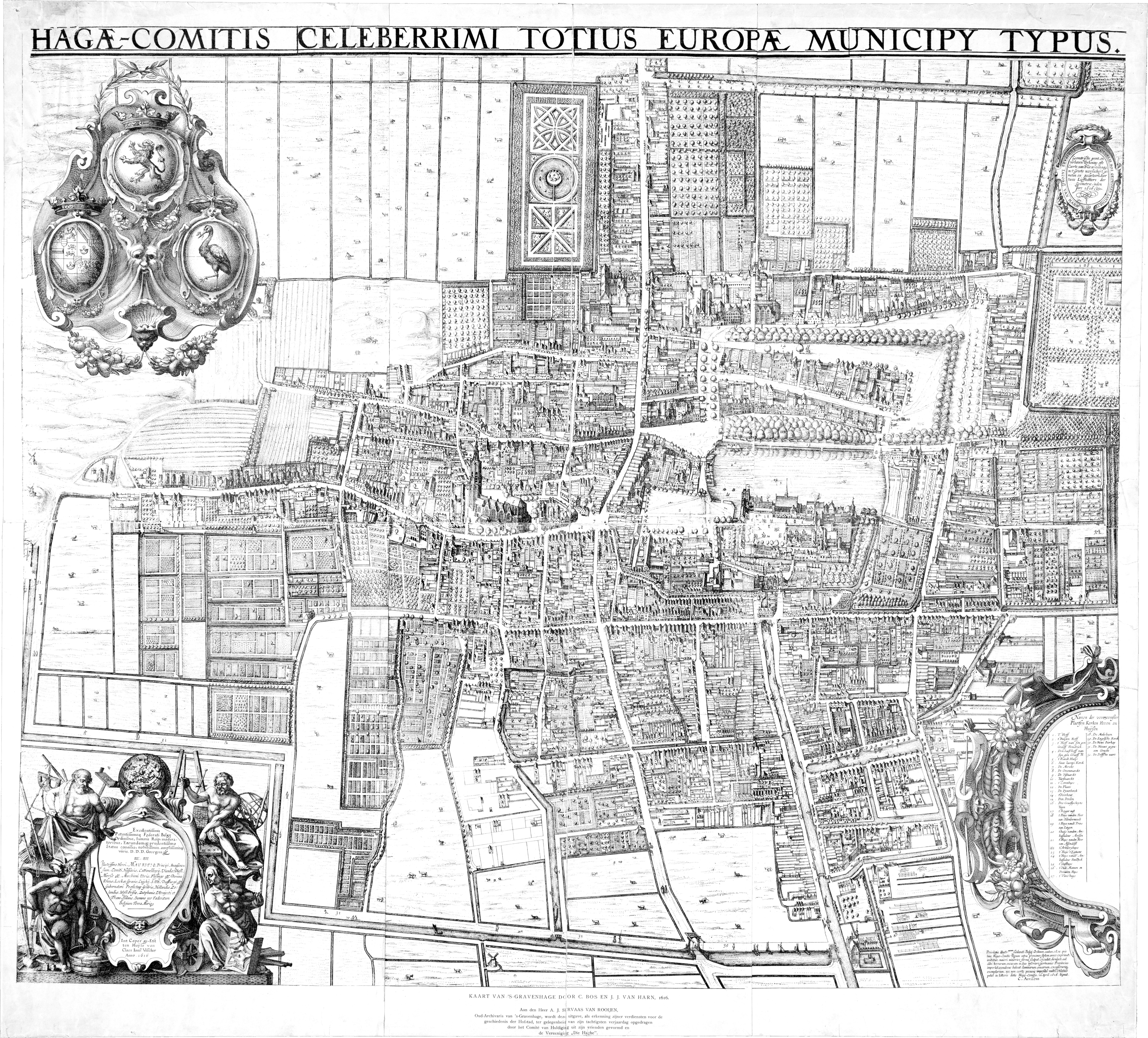
Den Haag 1616 (Cornelis Bos en Jurifaes Jacobsz van Harn, 1616)

De stad begon rond 1585 pas weer te groeien ten oosten van het Spui. Er was bij deze uitbreiding geen sprake van een vooropgezet plan. Men was bijzonder praktisch in het feit dat men een waterverbinding tussen het Spui en een ontbost deel van het Haagse Bos nodig had. Het bewuste deel was de plek waar het Malieveld ligt en dit was verkozen om af te graven vanwege de lucratieve prijs voor zand op dat moment. Het besluit tot het graven van deze verbinding viel in 1594.
Deze Nieuwe Vaart liep achter bestaande bebouwingen en kreeg daardoor een grillig verloop dat gedeeltelijk nog in het stratenpatroon van de binnenstad te volgen is: Kalvermarkt (globaal op de plek waar het ministerie van Defensie staat), Nieuwe Markt, Kalvermarkt / Wijnhaven), Fluwelen Burgwal, Herengracht en Prinsessegracht.
Enige jaren later werden de Turfgracht (met aan de ene zijde de Turfmarkt en de andere zijde Houtmarkt), de Schedeldoekshaven en de Ammunitiehaven aangelegd. Op een kaart van Cornelis Bos en Jurifaes Jacobs van Harn uit 1616 is deze uitbreiding te zien en kan als voltooid worden verondersteld.

### Singelsgracht
Tijdens het Twaalfjarig Bestand (1609-1621) werd de stad door de beslissing van Prins Maurits met een grachtengordel verrijkt. Een echt verdedigingswerk kan het niet worden genoemd; er waren geen forten en andere versterkingen. Ook was er geen sprake van dat aan de zuidzijde van de stad grote kades werden aangelegd. Aanvankelijk waren er hier en daar kleine muurtjes en zandwallen bij de Singelsgracht, zoals bij het Westeinde, het Noordeinde en het Zieken. Deze stelden echter - als verdedigingswerken - niet veel voor.
Daarnaast werden er huizen gebouwd die direct aan het water grensden, ook deze hadden geen enkele waarde voor de echte verdediging van Den Haag, maar het werd voor landlopers moeilijker om de stad ongezien binnen te komen. ’s Nachts werden wel alle bruggen omhooggehaald en werd er langs de Singelsgrachten gepatrouilleerd. Wel was de voltooiing de opmaat voor uitbreiding van een aantal verbindende grachten. Zo ontstonden de Bierkade, Paviljoensgracht en Lutherse Burgwal.

## Loop

### De grachtengordel, de Singelsgracht

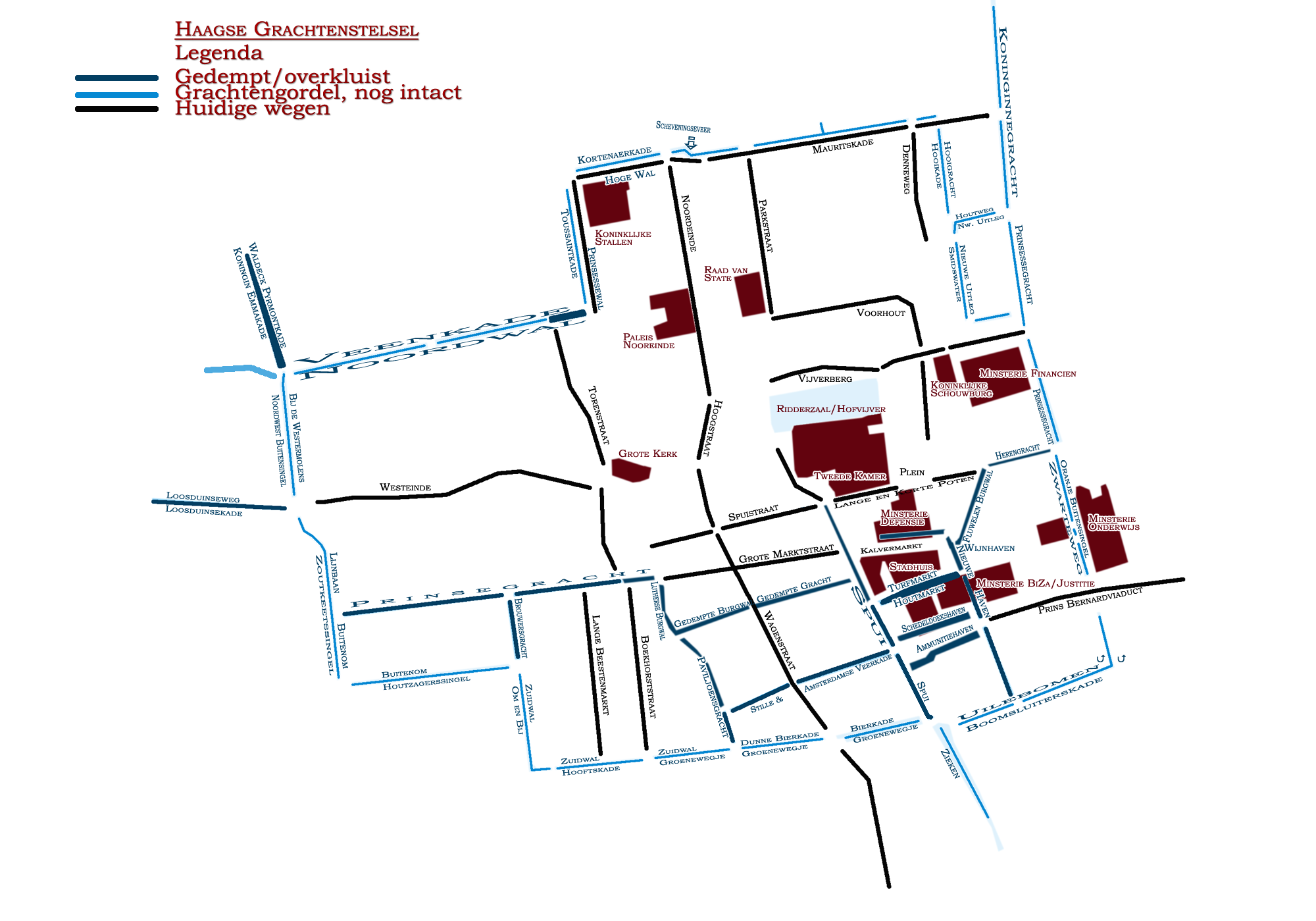
Schematische weergave van alle Haagse grachten.

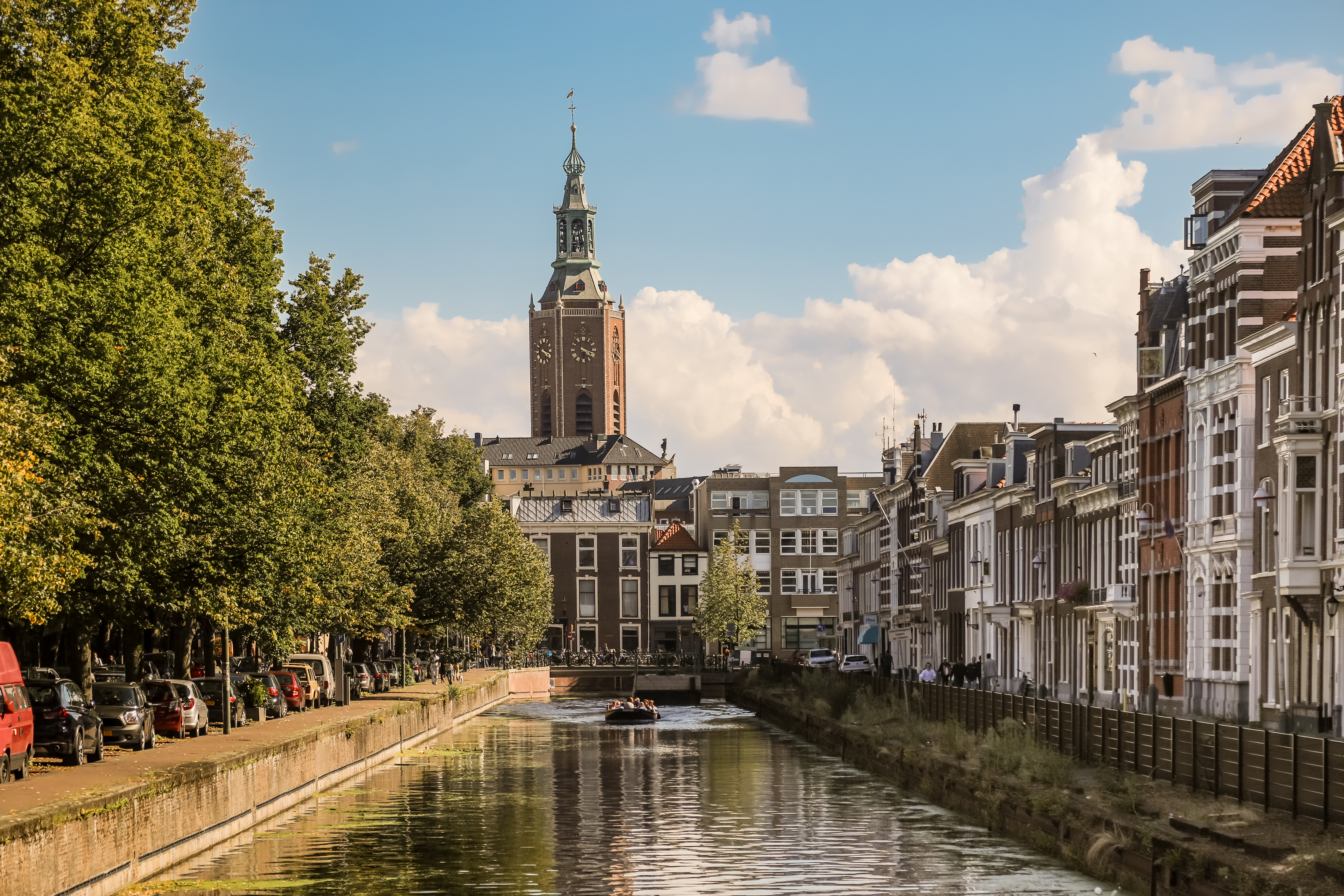
Zicht op een deel van de Singelgracht en de Haagse toren.

In Den Haag is de aanduiding Singelsgracht voor de hele grachtengordel van toepassing omdat het om één singel gaat; onderdelen ervan hebben meestal de naam van de windrichtingen. De naamgeving van deze Singelsgrachten is:
- Tussen het huidige Zieken en de hoek van de Zuidwal met het Om en Bij: Zuid Singelsgracht;
- Vanaf Zuidwal / Om en Bij tot Brouwersgracht: Zuid West Singelsgracht;
- Vanaf de Brouwergracht tot het huidige Vaillantplein heet ze nog niet zo lang Houtzagerssingel maar is feitelijk nog steeds Zuid West Singelsgracht;
- Tussen Vaillantplein en Loosduinsebrug is de West Singelsgracht en heet Zoutkeetsingel;
- De West Singelsgracht loopt verder tussen de Loosduinsebrug en het Koningin Emmaplein;
- Het gedeelte tussen dat plein, langs de Noordwal en de Veenkade heet Noord West Singelsgracht;
- De bocht langs de huidige Toussaintkade / Prinsessewal is weer een stukje West Singelsgracht;
- Vanaf het huidige Piet Heinplein tot het Smidswater heet ze Noord Singelsgracht;
- Tussen het Smidswater en de Prinsessegracht loopt de Gietkom; de Prinsessegracht loopt tot de huidige Herenbrug;

In 1705 werd de grachtengordel naar het noorden verlegd door de verlenging van de Prinsessegracht van de Kanonstraat naar de Houtweg. Zo ontstond de Nieuwe Uitleg en een statig huizenblok langs de Prinsessegracht.
- Vanaf de Heerenbrug en langs de Zwarteweg / Boomsluiterskade heet het Oost Singelsgracht;
- Vanaf de plek waar de gracht weer naar het Zieken buigt, langs de Uilebomen / Boomsluiterskade heet het Zuid Oost Singelsgracht.

De straten langs de Singelsgrachten hebben aan iedere kant (kade) een andere naam. Tot het midden van de jaren '50 van de 20e eeuw sprak men van "-Binnensingel en -Buitensingel" waar de Singelsgracht geen kades, maar aarde(n)wallen had. (Zuidbinnensingel en Zuidbuitensingel e.d.). Wie binnen de Binnensingels wordt geboren is Hagenees, wie daar buiten wordt geboren is een Hagenaar. Aan de Haagse Noordkant is de grens het Lange Voorhout Heulstraat en Noordeinde naar de Singelsgracht.

### De verbindingsgrachten

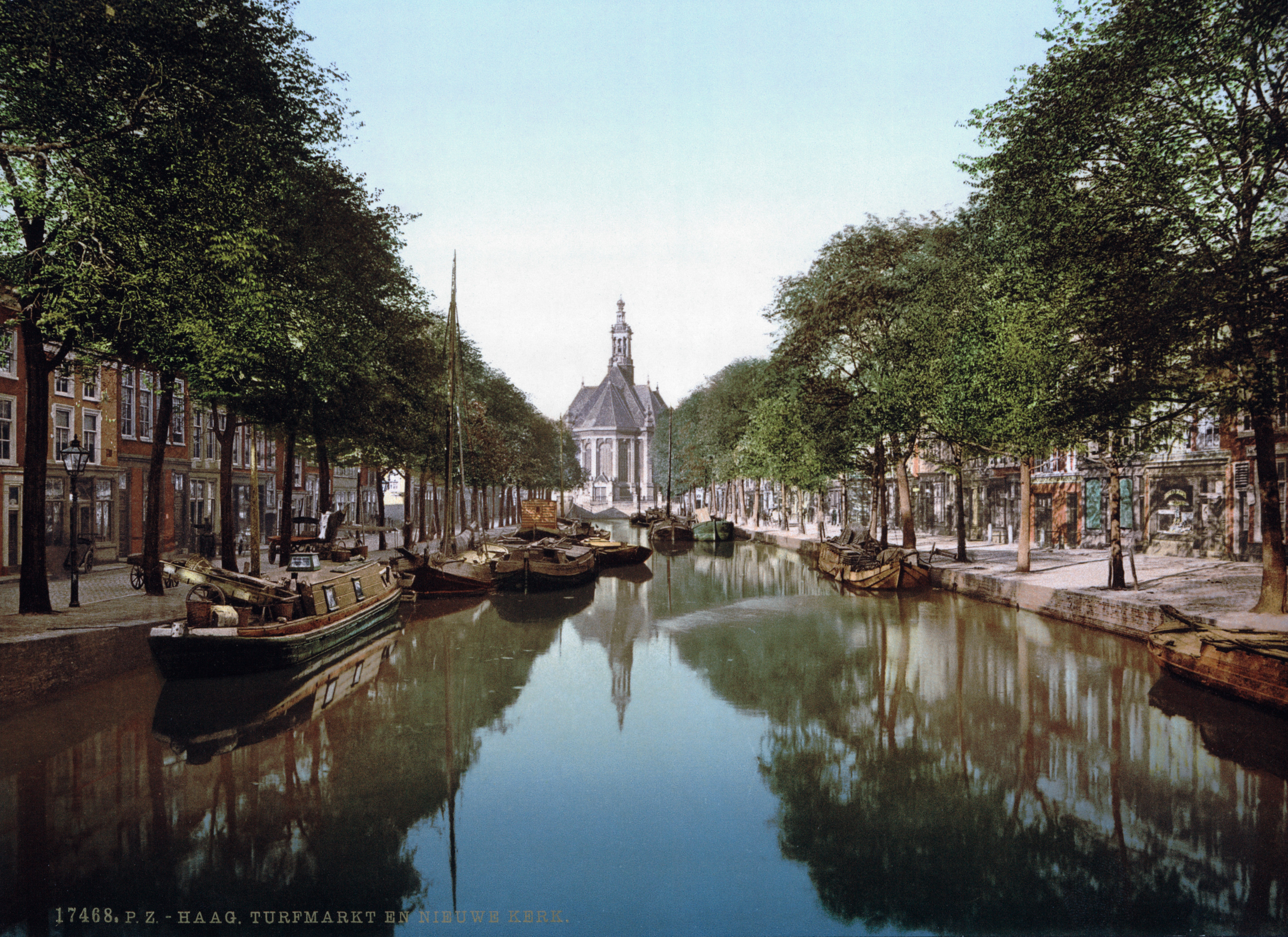
Turfmarkt rond 1900

Tussen de Singelsgrachten ontstonden in het veengedeelte van de stad – de plek voor de arbeiderswijken – en vooral in het zuidoostelijk deel ervan havens voor de overslag van goederen. Deze stadswijk werd later Spuikwartier genoemd. Het betreft de:
- Nieuwe Haven
- Turfgracht / Houtmarkt / Turfmarkt
- Wijnhaven (na demping Nieuwe Markt genoemd)
- Schedeldoekshaven
- Ammunitiehaven
- Kalvermarkt
- Amsterdamse en Stille Veerkade
- Lange gracht (later Gedempte Burgwal en Gedempte Gracht).

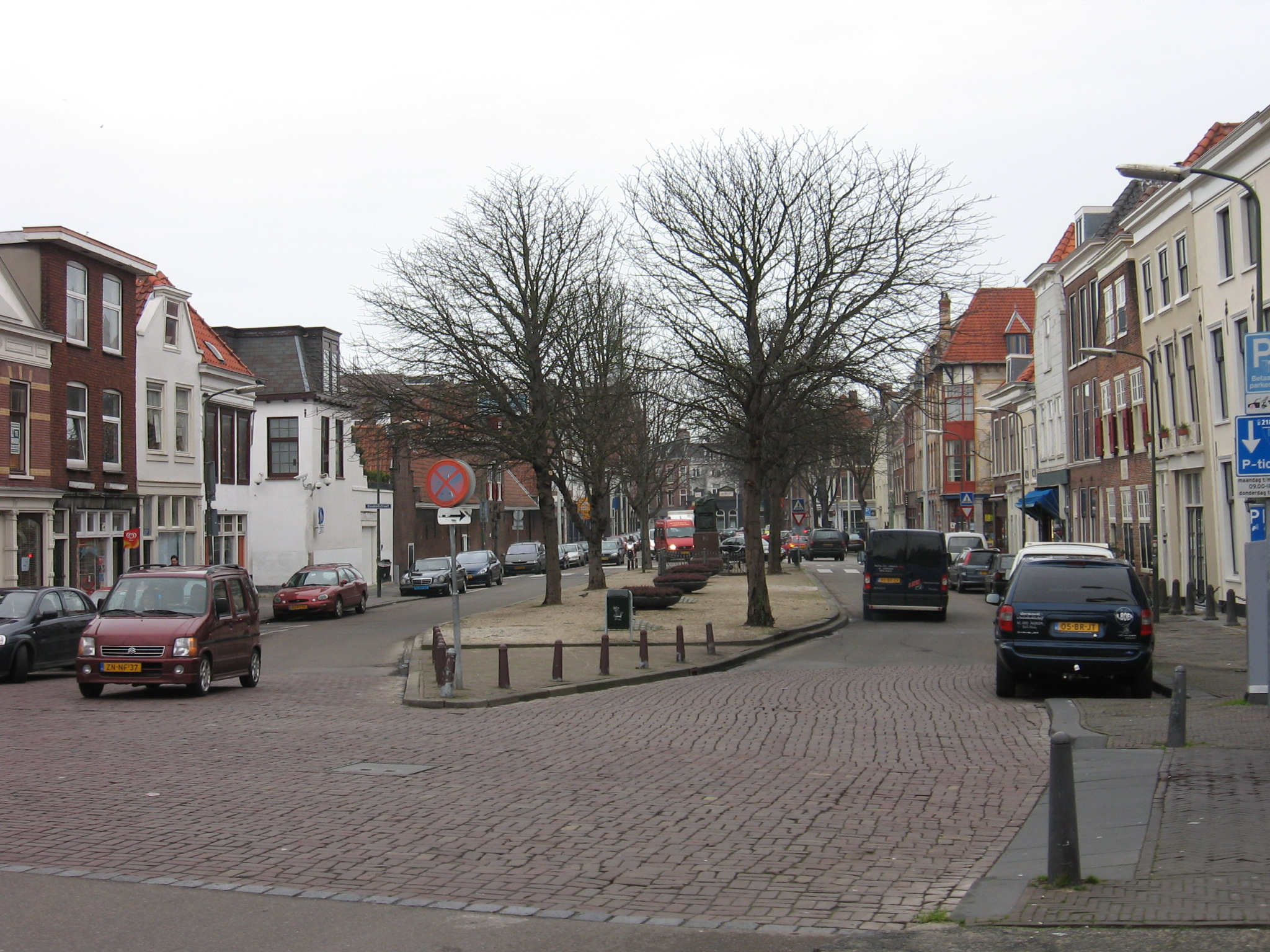
Gedempte Paviljoensgracht

In het andere deel van de stad, waar een klein aantal verbindingsgrachten buiten het Spuikwartier ontstond, waren de:
- Paviljoensgracht en Lutherse Burgwal
- Brouwersgracht
- Prinsegracht.

In de afgelopen eeuwen is er veel aan verbouwd en veranderd. Kleine bruggen werden vervangen door grotere. Op enkele plekken, zoals bij de Brouwersgracht, de Noordwal en Piet Heinplein, is de gracht overkluisd maar nog wel met een boot te bevaren. In 2014 is de Overkluizing Noordwal verwijderd.

## Demping en revitalisatie

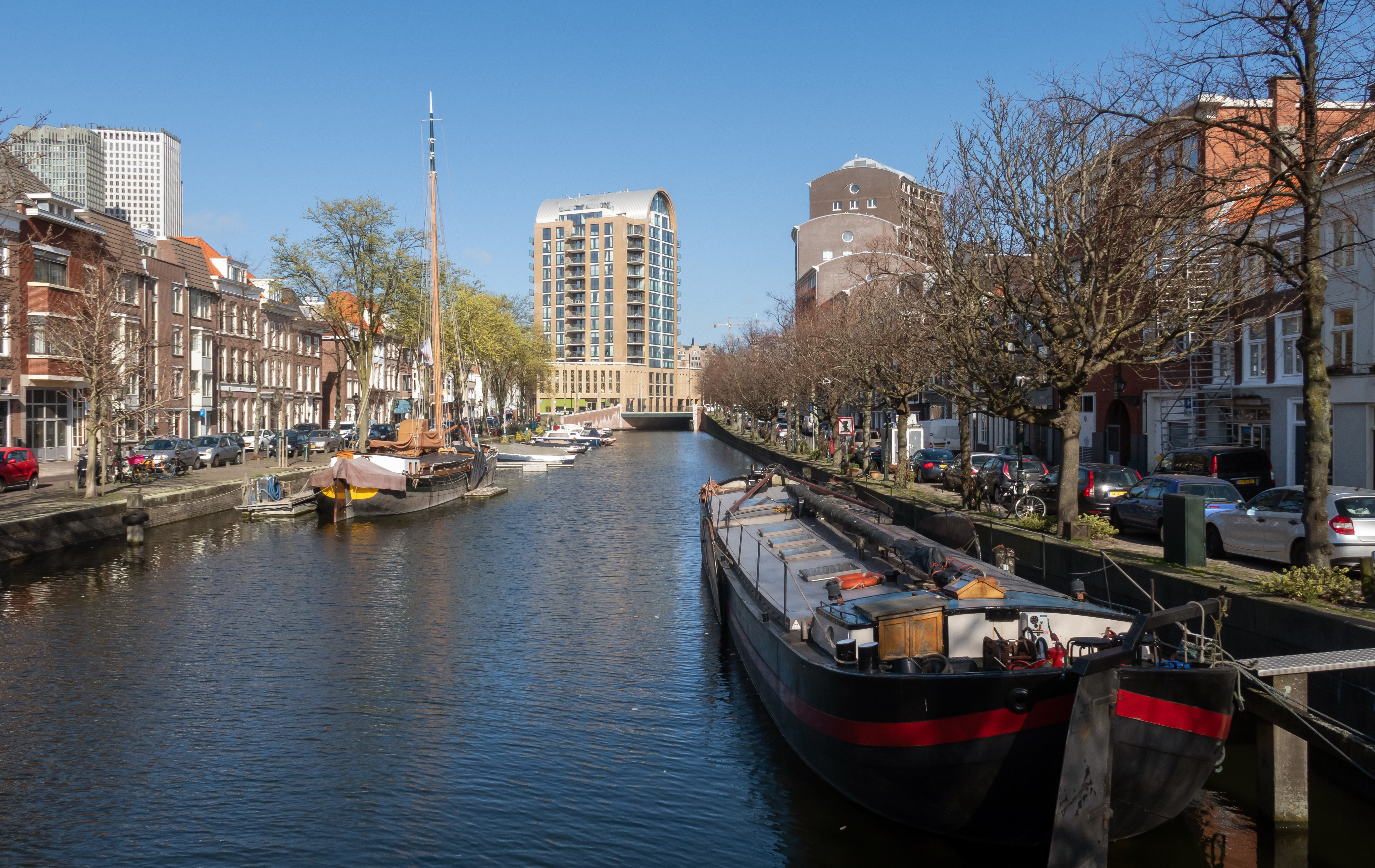
De passantenhaven (links)

Alle Haagse binnengrachten zijn tussen 1640 en 1904 gedempt. De Singelsgracht bestaat echter nog volledig. Op sommige plaatsen stroomt hij tegenwoordig onder parkeerplaatsen en straten door. Een van de 'obstakels' – de brug over de Oost Singelsgracht naast de Ammunitiehaven – heeft de gemeente in 2004 laten verhogen, zodat rondvaarten in de Haagse Singelsgracht mogelijk geworden zijn. Om het gebruik van de Singelsgrachten te stimuleren heeft de gemeente het Zieken gesaneerd. Alle (illegale) schuiten en bootjes moesten daar verdwijnen.
In 2014 is de Dr. Kuyperdam afgebroken en de Dr. Kuyperbrug gebouwd. In datzelfde jaar is de overkluizing bij de Noordwal / Veenkade verwijderd. Hier is een levendig stuk stad ontstaan. In 2020 is de brug tussen Mauritskade en Plein 1813 met circa 20 cm verhoogd.
In 2022/2024 is de draaibrug bij de Hemsterhuisstraat hersteld en weer draaibaar gemaakt. een grote wens van Grachtburgemeester Chris Schram, gesteund door vele inwoners van de stad. Deze brug (vastgezet rond 1968) kan nu weer draaien, waardoor schepen tot 2,28 m hoogte kunnen doorvaren naar de Torenstraat (bij de Paleistuin). In 2022/2024 is de overkluizing (lange brug) bij de Piet Heinstraat verwijderd en is de open gracht in die hoek voor het eerst sinds 1900 weer zichtbaar.
Er vinden studies plaats naar de (her)aanleg van de Prinsegracht boven de verlengde Haagse tramtunnel en het heropenen van de Brouwersgracht. Aanleg van de tramtunnel zal niet voor 2028 plaatsvinden. Plannen om het Hanenburgkanaal weer in ere te herstellen worden niet verder uit gewerkt.

### Rondvaarten en passantenhaven
In 2001 was de opening van een passantenhaven aan de Bierkade het resultaat van gemeentelijk beleid om meer levendigheid in dit stadsdeel te krijgen. Maximaal 22 pleziervaartuigen met een maximale lengte van 12 meter en een hoogte tot 2,30 meter kunnen in de haven aanmeren. Sinds 2002 worden er in Den Haag weer rondvaarten georganiseerd. Er zijn meer dan 8 rondvaartorganisaties in de stad. De bekendste zijn de Ooievaart (sinds 2002), de Willemsvaart (sinds 2009), Bootvaren Den Haag (2012), The Hagueboat (2014), Bootje Den Haag (2018) en Valenthe (2024). 

## Een reis langs de grachten
De beeldgalerij doet een ronde langs de grachtengordel met de klok mee en start in op de knik waar Zwarteweg en Uilebomen in elkaar over gaan.

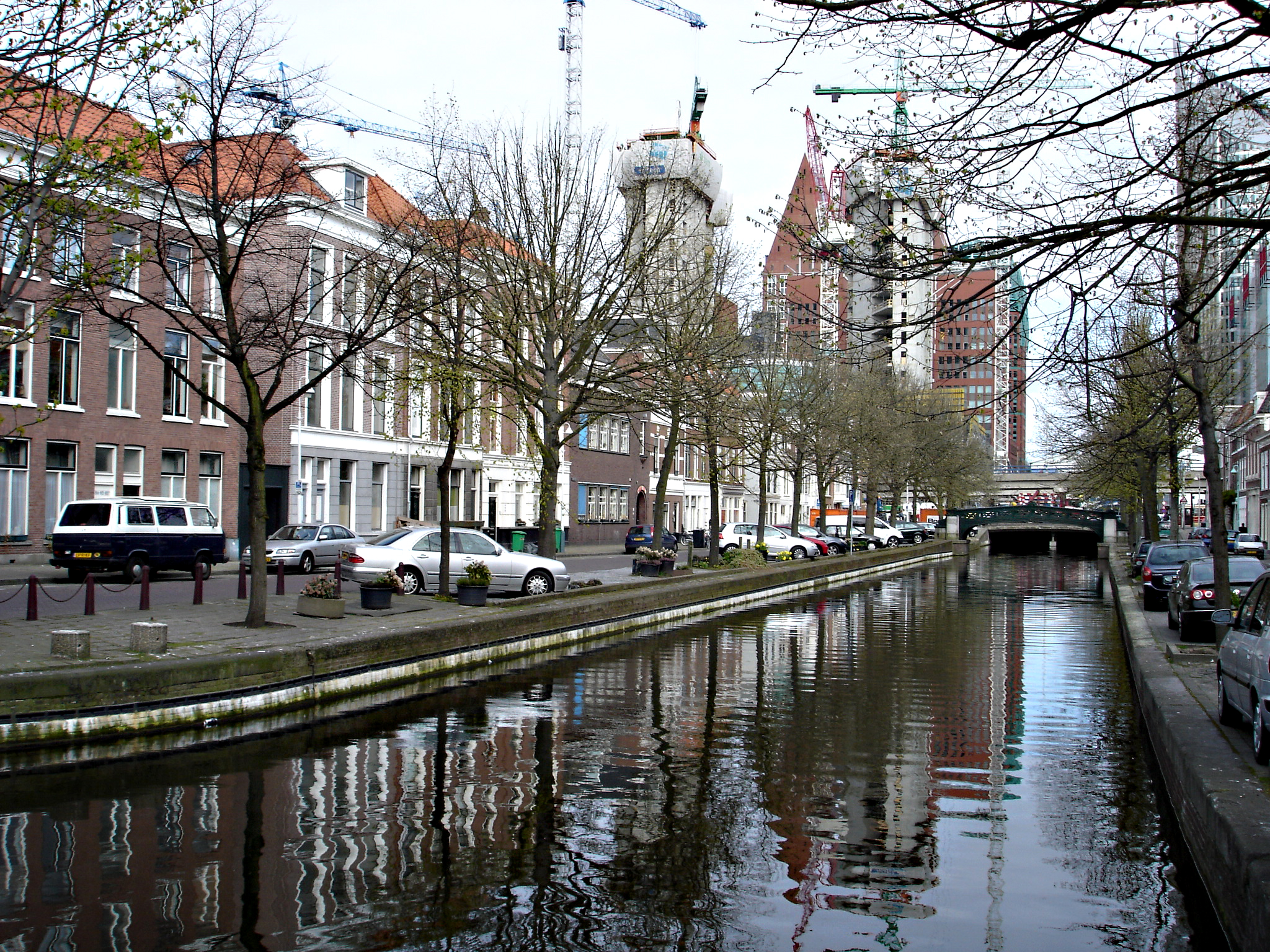
Zicht op de Zwarteweg (links) in noordelijke richting met rechts de Boomsluiterskade.en links de Zwarteweg.
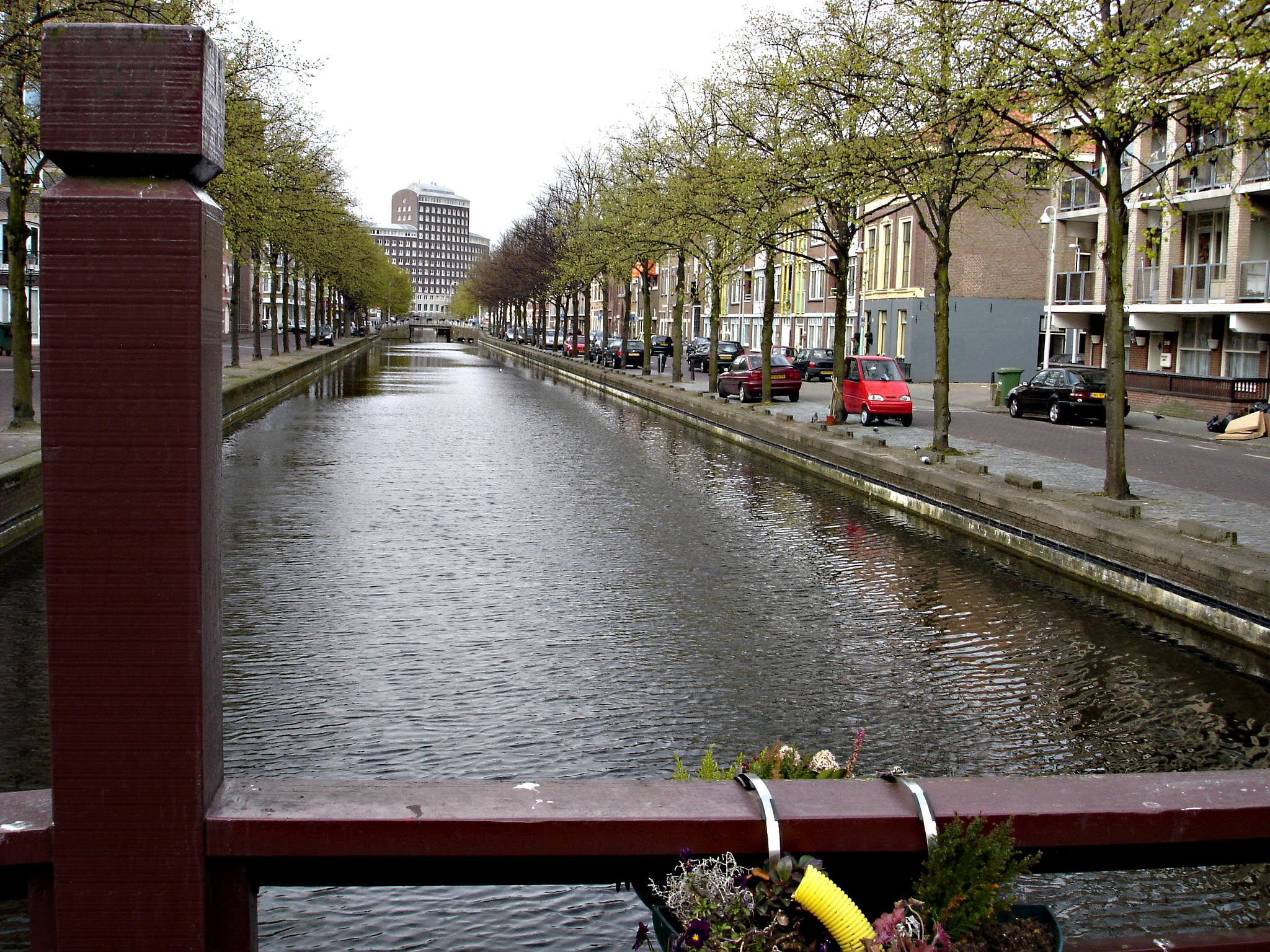
Uilebomen (rechts) en links het zuidelijk deel van de Boomsluiterskade.
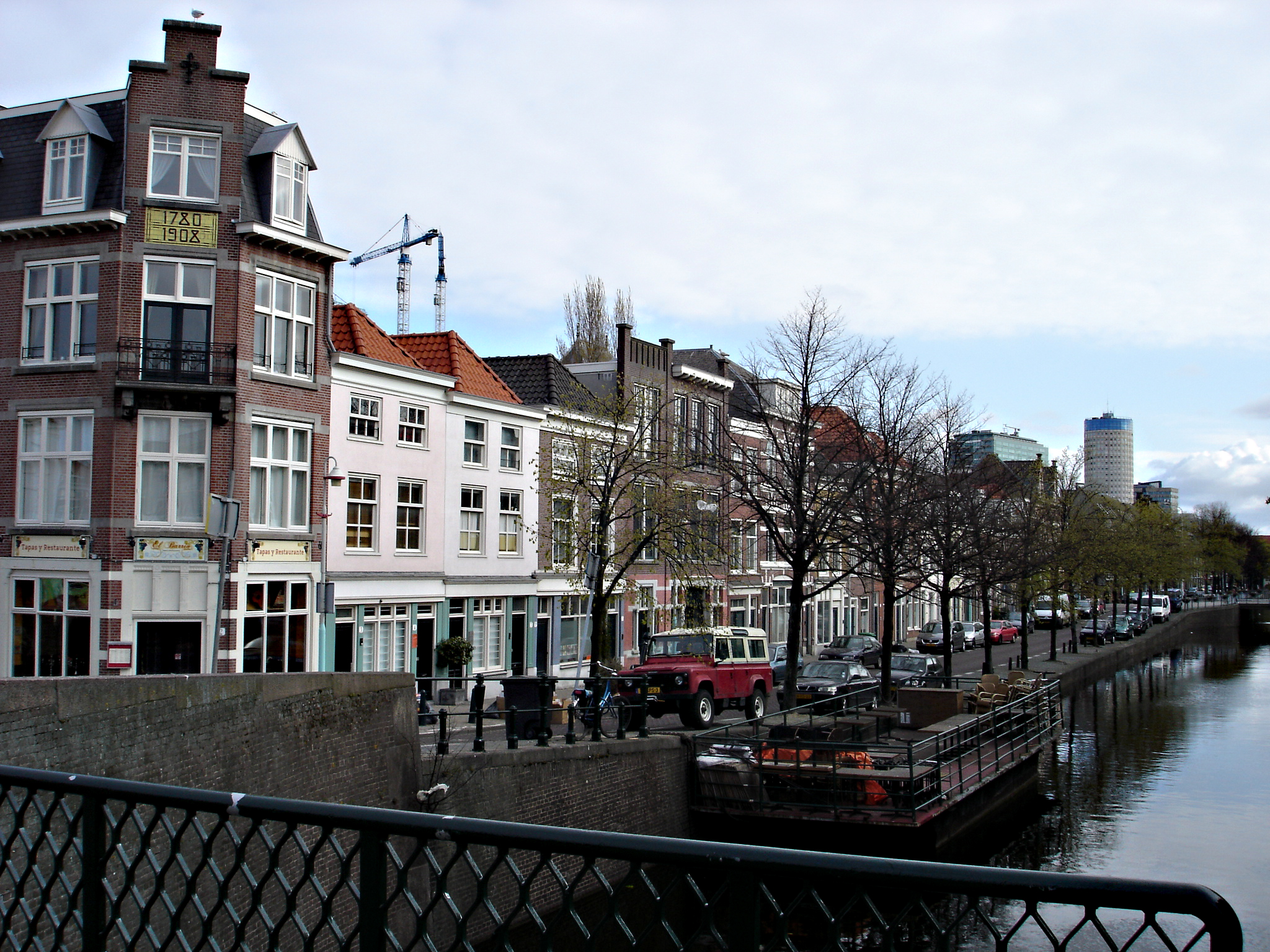
Oudste nog intacte gedeelte van de Uilebomen (links) vanaf de brug Pletterijkade.
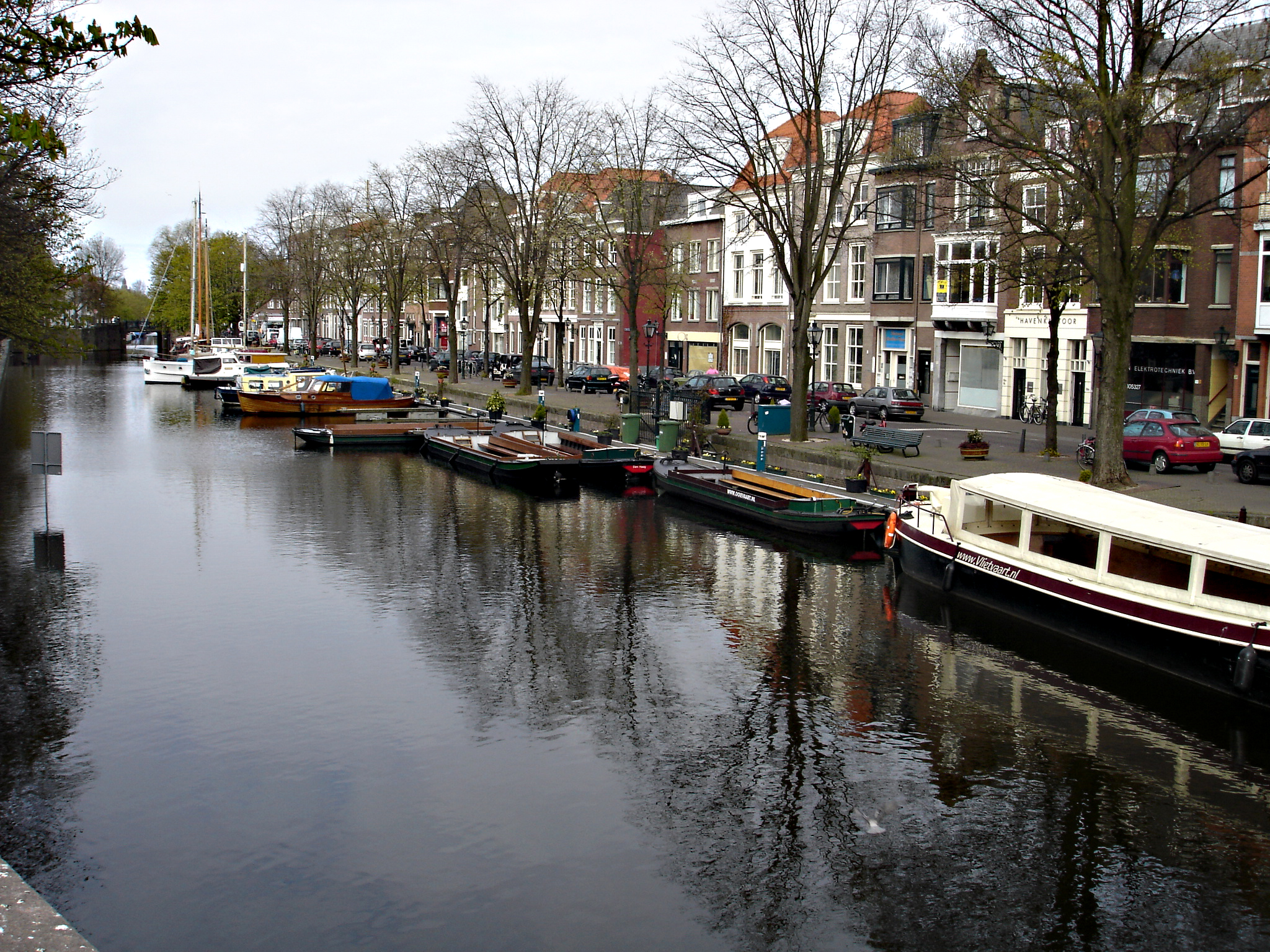
Zuidsingelshaven, met Bierkade. Gezien vanaf de Spuibrug met een passantenhaven.
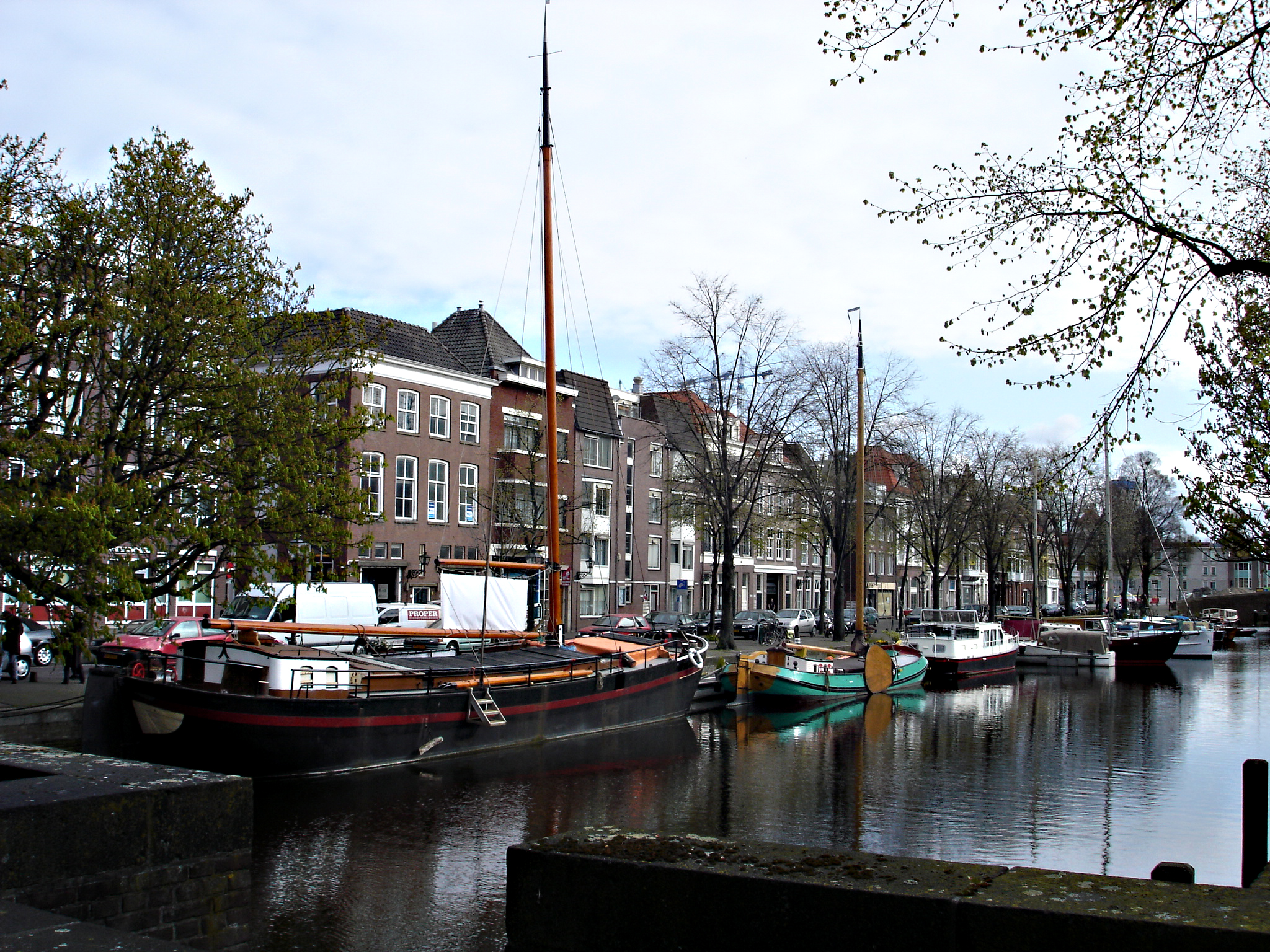
Zuidsingelshaven vanaf de Wagenbrug.
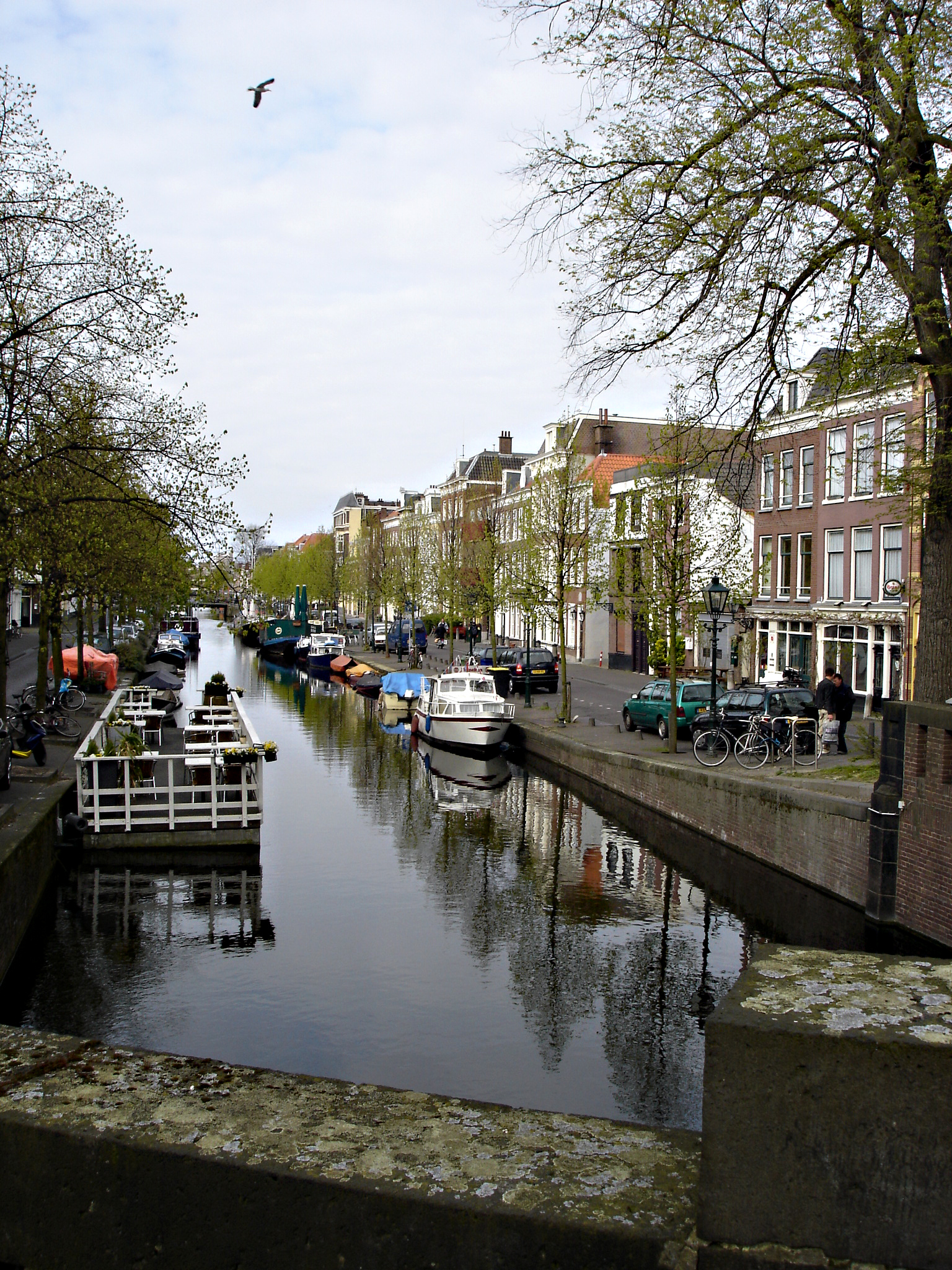
Zuid Singelsgracht met Dunne Bierkade (rechts) en Groenewegje (links), gezien vanaf de Wagenbrug.
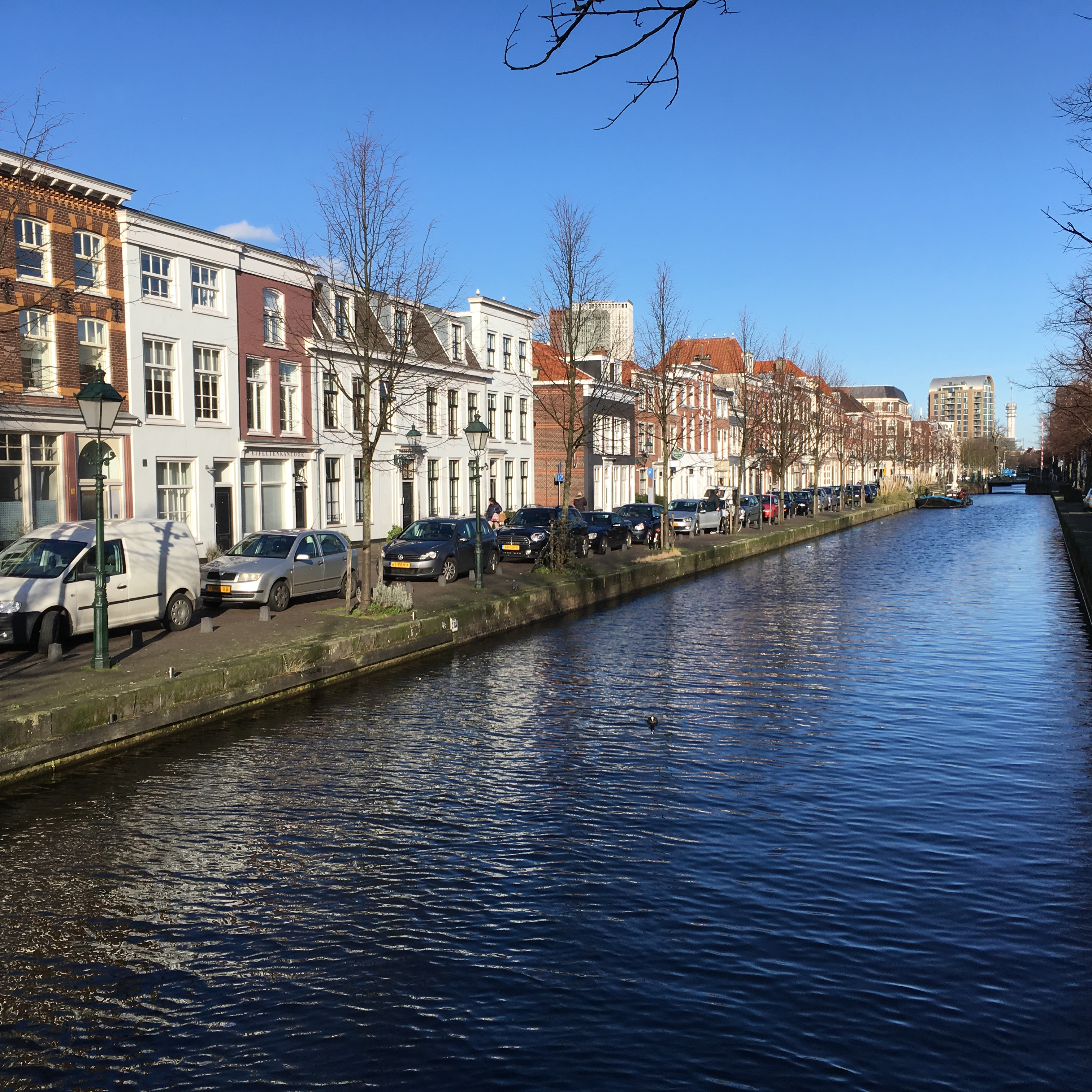
Zuid Singelsgracht met links de Zuidwal, tussen Boekhorststraat en Paviljoensgracht
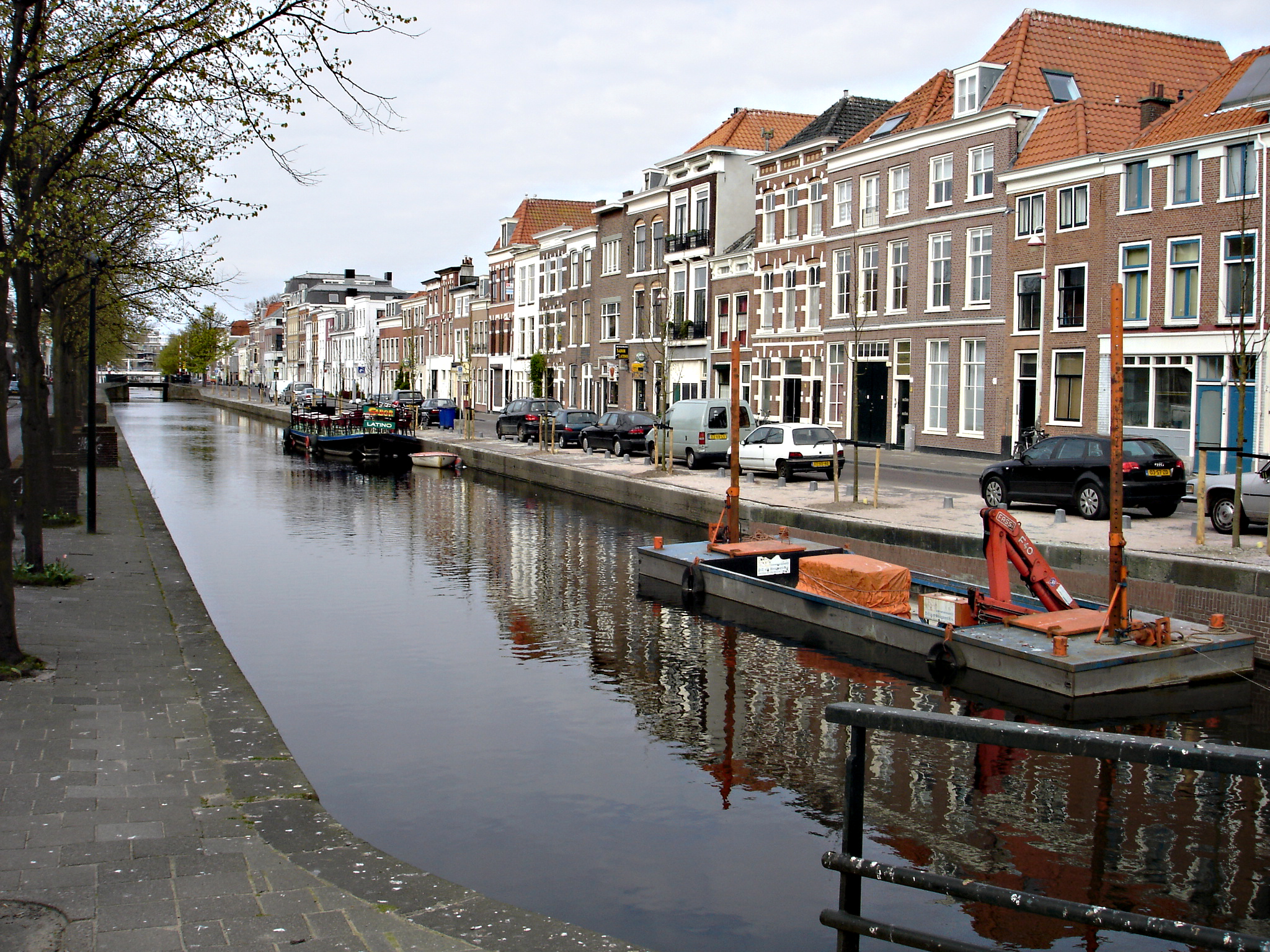
Zuidwal (rechts) met nieuw geplante boompjes vanaf de Paviljoensgrachtbrug richting Boekhorstbrug; links het Groenewegje.
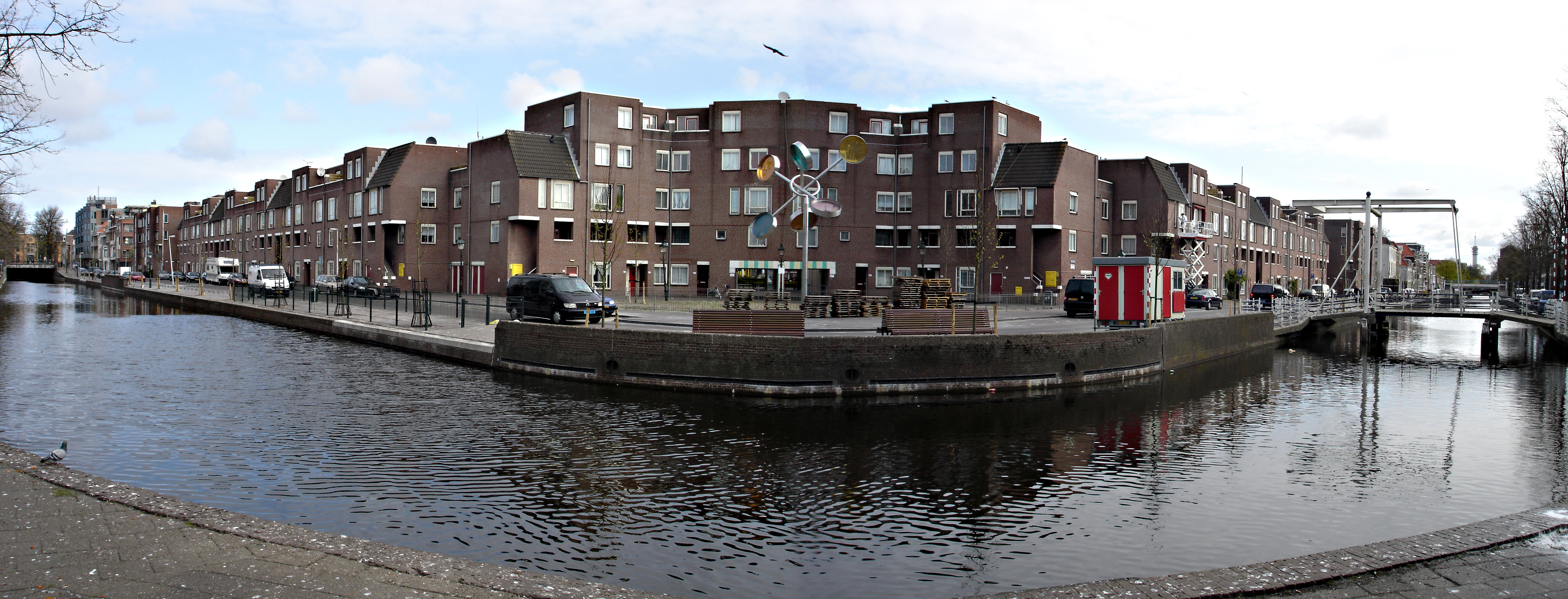
Montage van het Zuidwalland. Op deze hoek stond het Zuidwal ziekenhuis. De ophaalbrug is in 2018 voorzien van een mooie kleur (groen). Op de kade zijn historische lantaarns geplaatst.
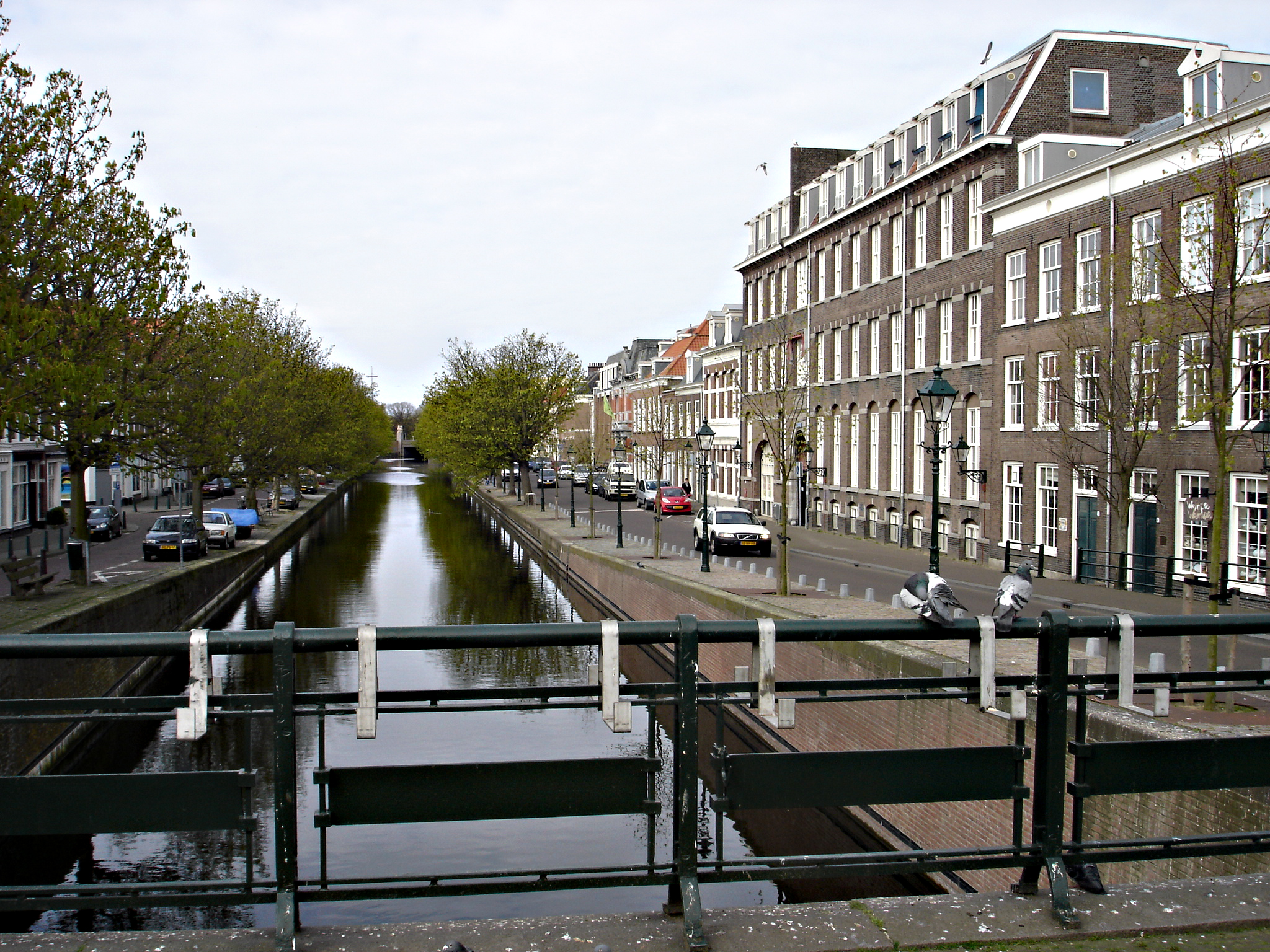
Buitenom (rechts) vanaf de Overkluizing bij de Brouwersgracht; links Houtzagerssingel. Toen het Verversingskanaal naar zee gegraven was konden zeeschepen vanaf de Noordzee langs het eiland "Vloek" naar de Groot Hertoginnelaan varen, de goederen werden dan overgeslagen op een kleiner schip. Kleine zeeschepen konden zelf de stad in. Dat soort schepen was soms onderweg naar de Haringkade en de Havenkade. De gegoede burgerij van Willemspark en Mauritskade wilde dat soort schepen niet zien. Dus werden in 1882 twee lage bruggen over de Noordsingelsgracht geplaatst. Vrachtschepen moesten daarna "Buitenom" varen. Vandaar de naam van de kade rechts (sinds 1956).
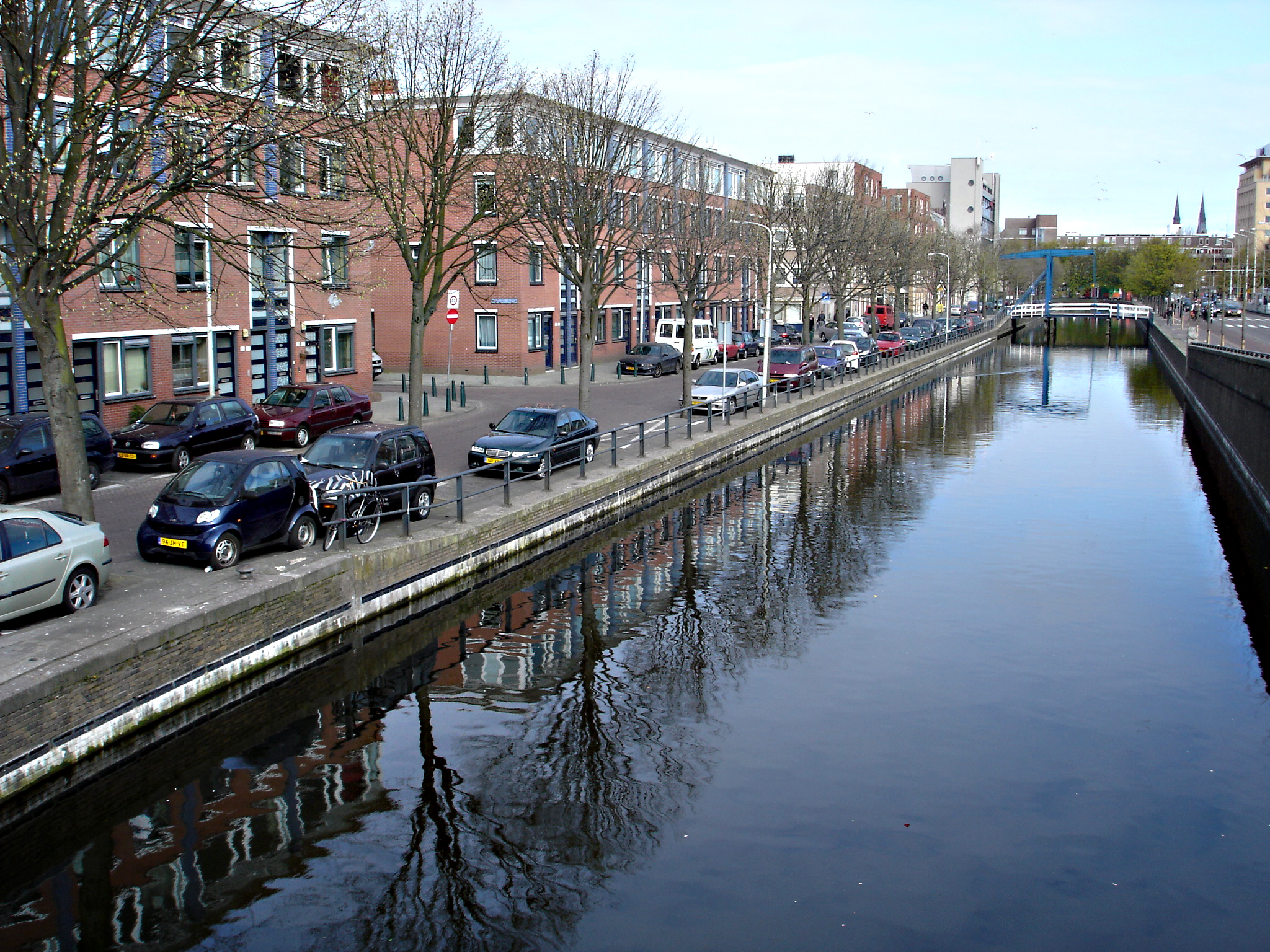
Zoutkeetssingel (links). Op de achtergrond de oude brug die de ’s Gravenzandelaan en (gedempte) Prinsegracht verbindt. Deze brug heet "Tijdelijke brug" Hij is (oorspronkelijk) in de jaren '20 gebouwd, met het idee dat hij vervangen zou worden door een stevige brug voor trams en auto's. Deze zouden dan vanaf / naar de Prinsegracht (gedempt in 1904 voor de elektrische trams) rechtdoor kunnen rijden. Uiteindelijk is gekozen voor demping van de Loosduinsevaart tot de Zuiderparklaan en is de tijdelijke brug blijven liggen In 2018 is de brug gesloopt en opnieuw gebouwd (in dezelfde stijl en kleur).
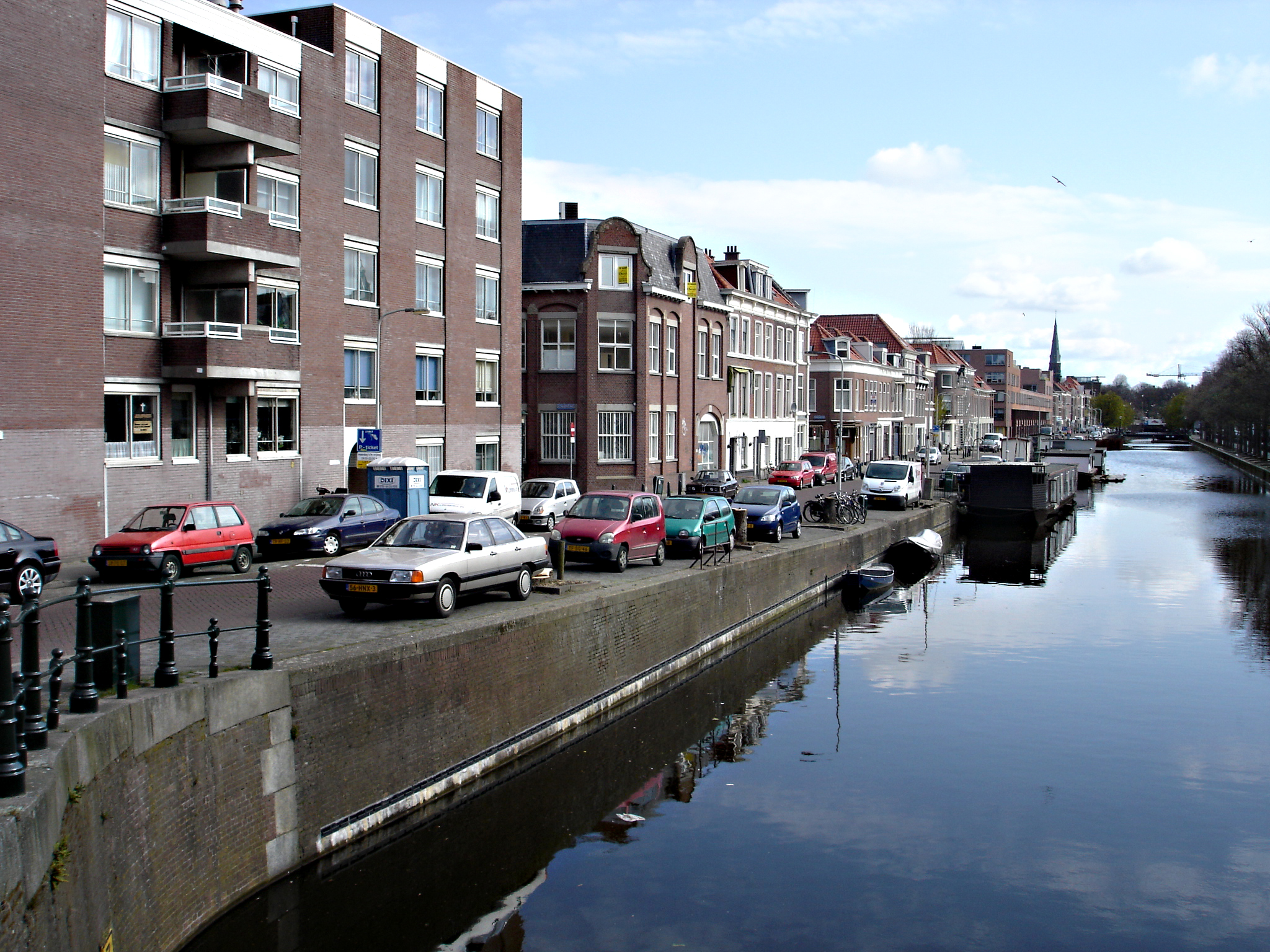
Veenkade (links) met nieuwbouw; de bomen zijn wegens iepenziekte gerooid. Zicht vanaf de brug Koningin Emmaplein. Rechts is de Noordwal.
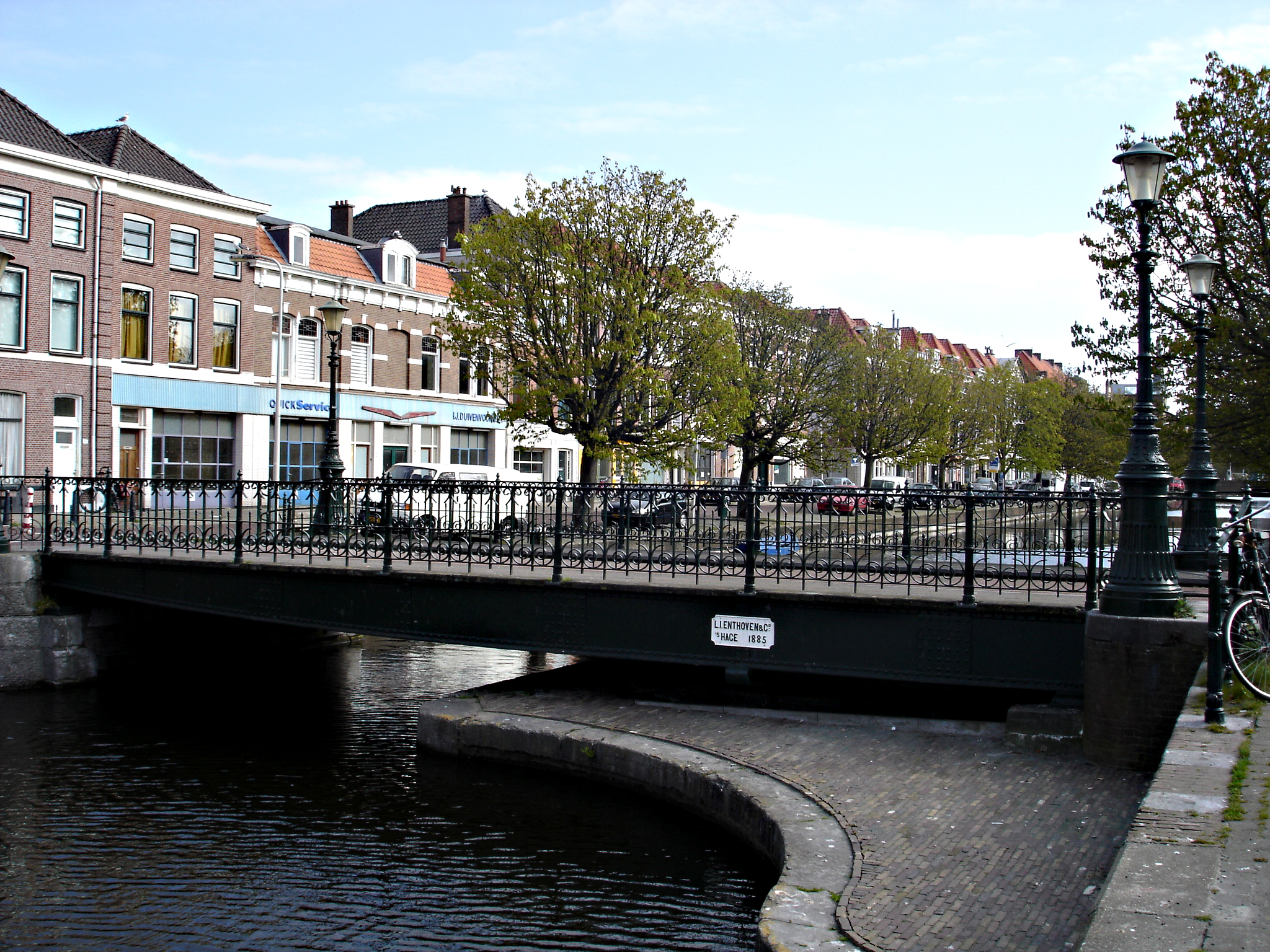
Zicht op brug uit 1885 van IJzergieterij Enthoven over de gracht bij de Hemsterhuisstraat. Links Veenkade. Deze brug kon tot 1968 draaien, toen is het draaimechaniek verwijderd. In 2023 is de brug echter weer draaibaar gemaakt.
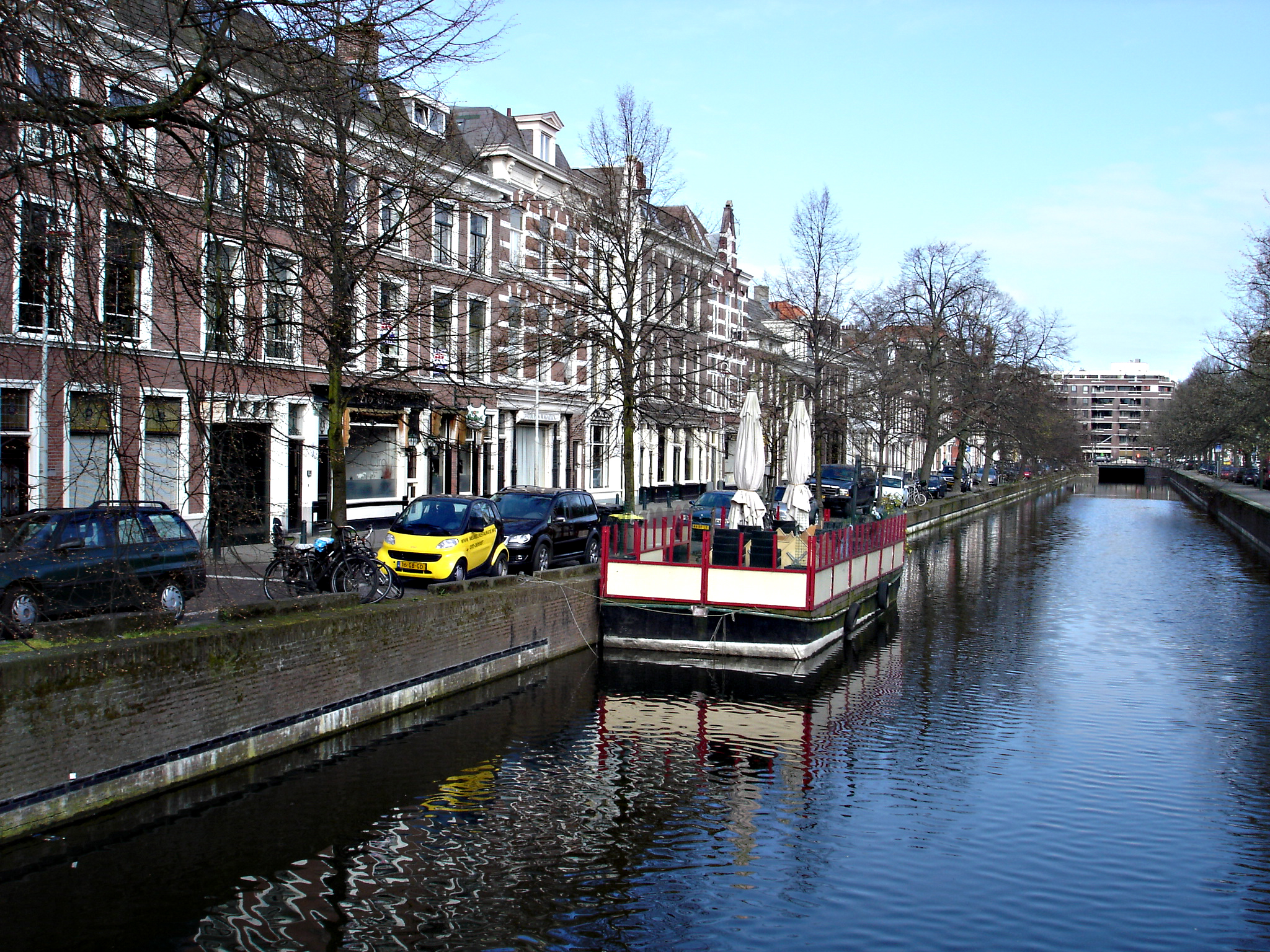
De korte Westsingelsgracht / Toussaintkade (links) in noordelijke richting; rechts de Prinsessewal.
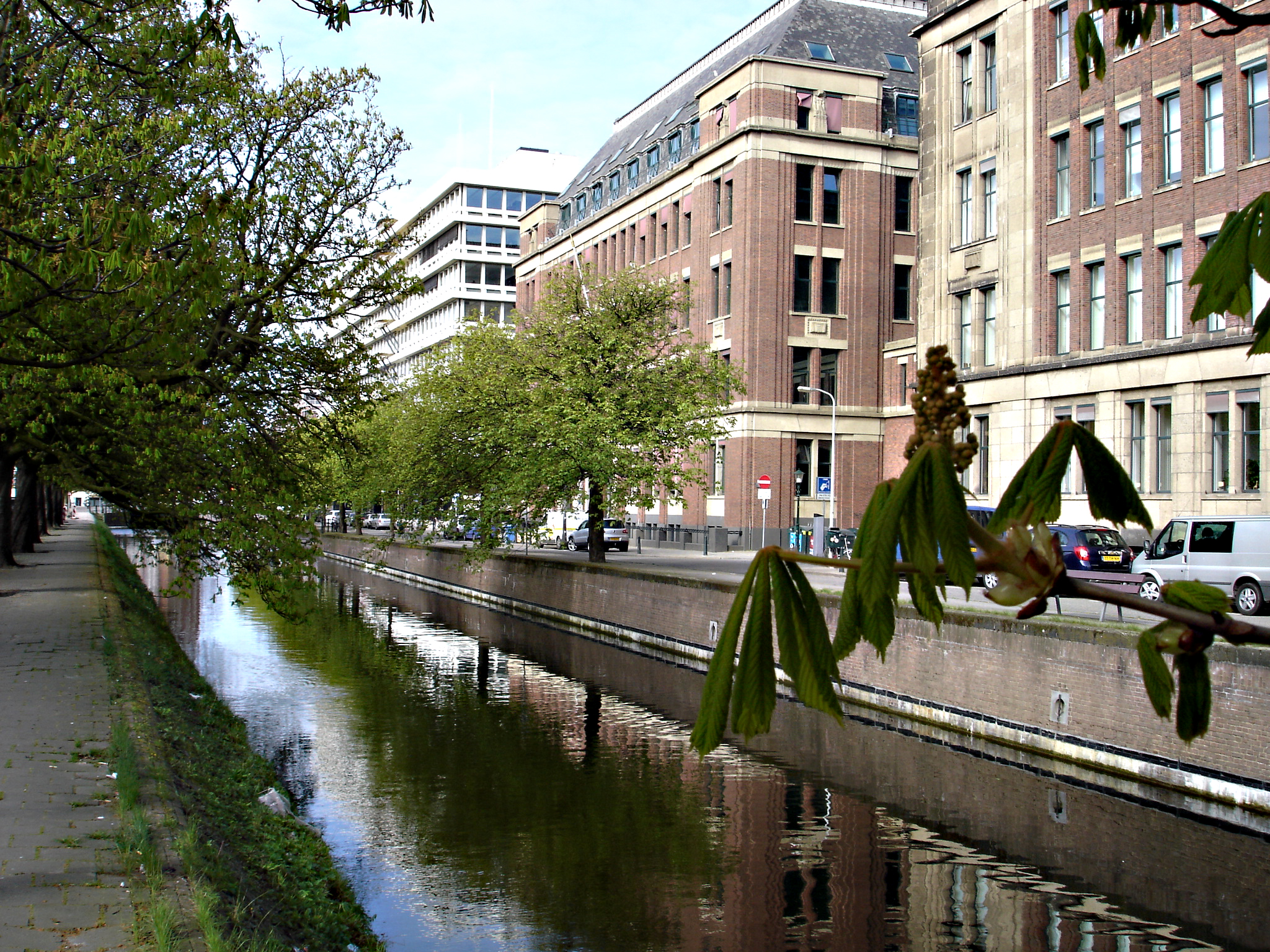
Noordsingelsgracht met de Kortenaerkade met rechts het Institute of Social Studies. Aan de overkant (Hogewal) liggen de Koninklijke Stallen.
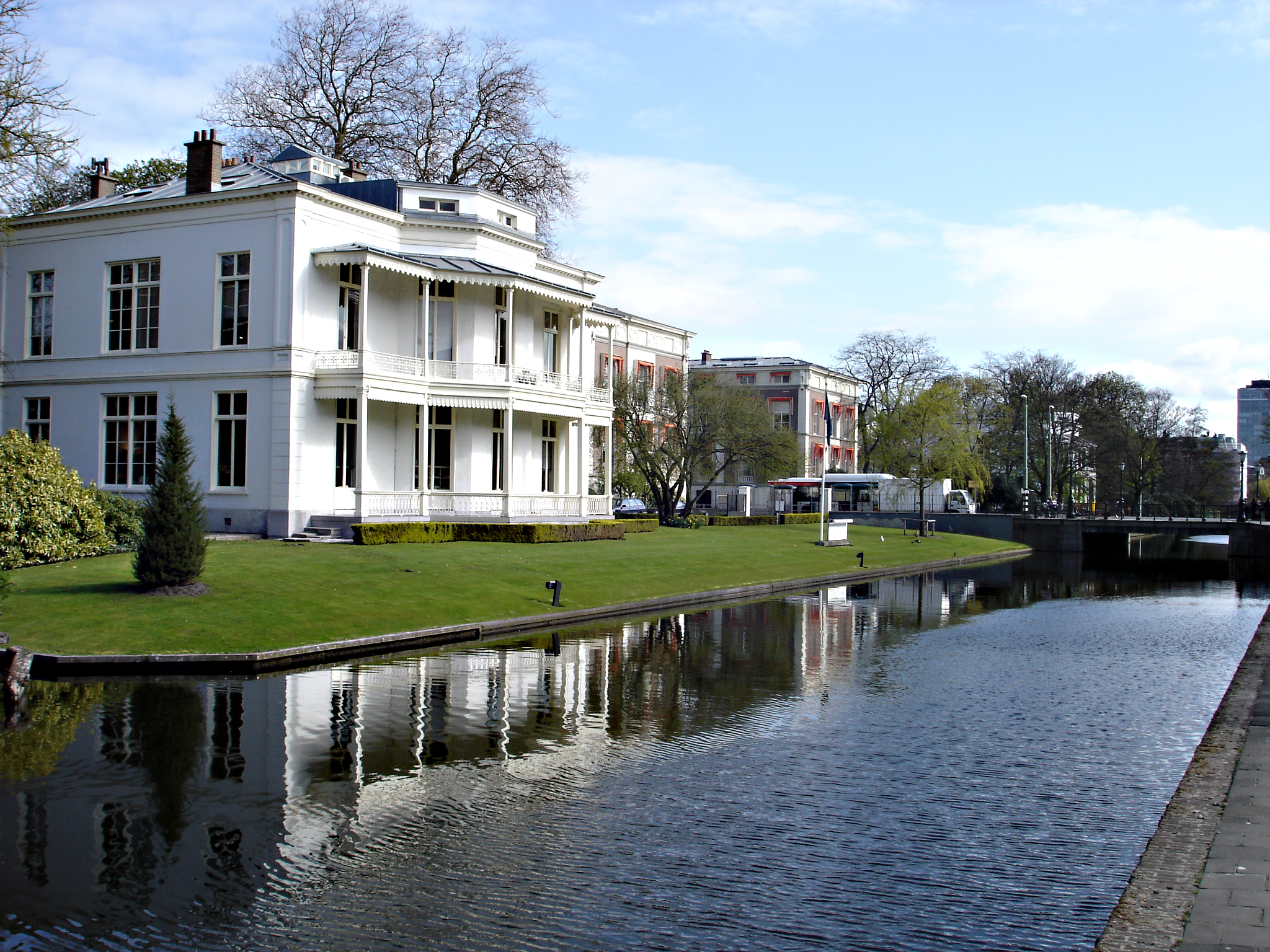
Noord Singelsgracht gezien vanaf de Mauritskade met zicht op het Willemspark, de oudste villawijk in Den Haag.
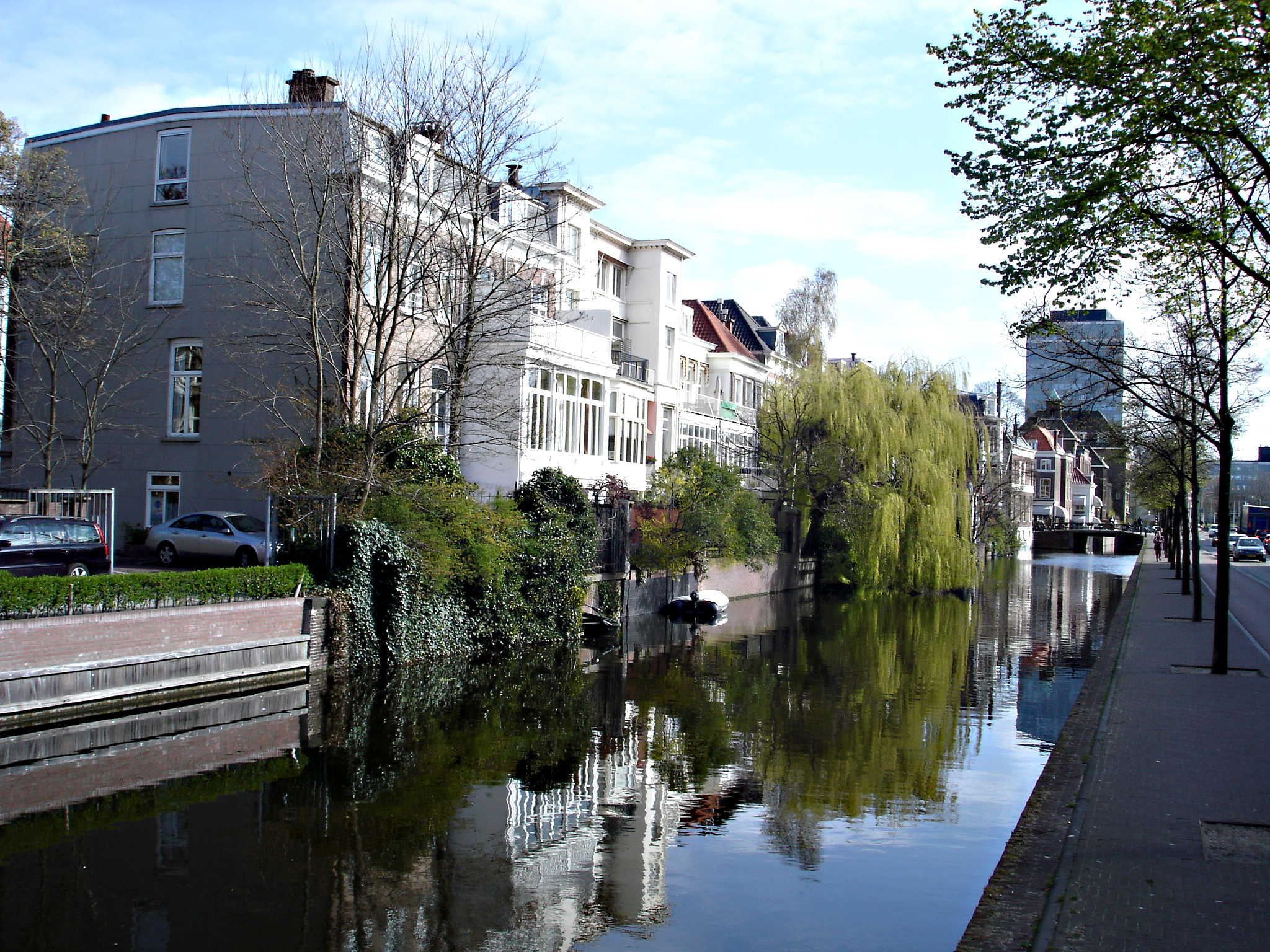
Noord Singelsgracht gezien vanaf Mauritskade, bij de Nassaulaan. Linker huizenrij is de Prinses Mariestraat (Marie van Oranje-Nassau).
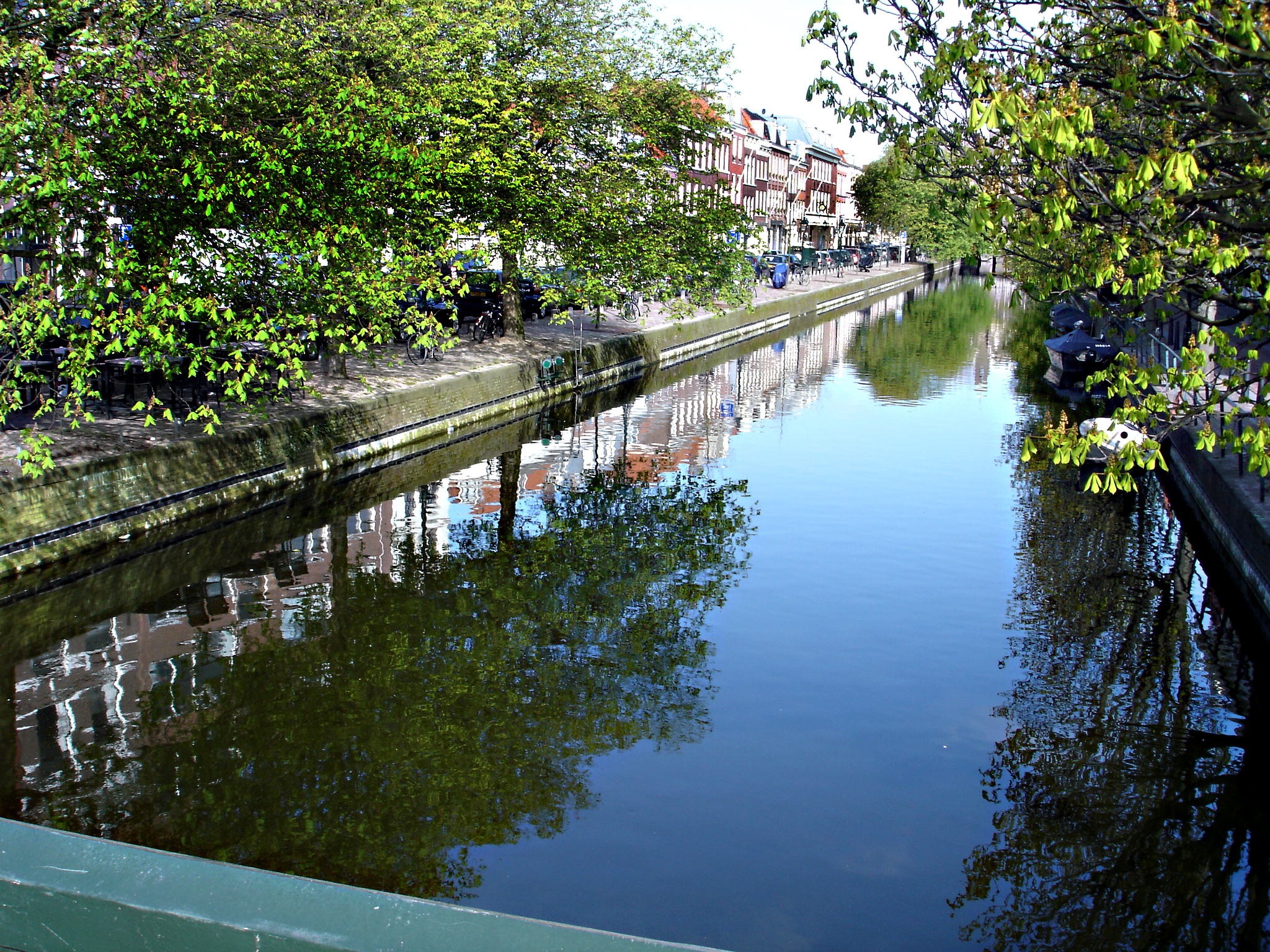
Hooikade (links) vanaf Hooistraat in noordelijke richting. De gracht is in 1866 opgeschoven. Hij lag voorheen (vanaf 1598) in het verlengde van het Smidswater.
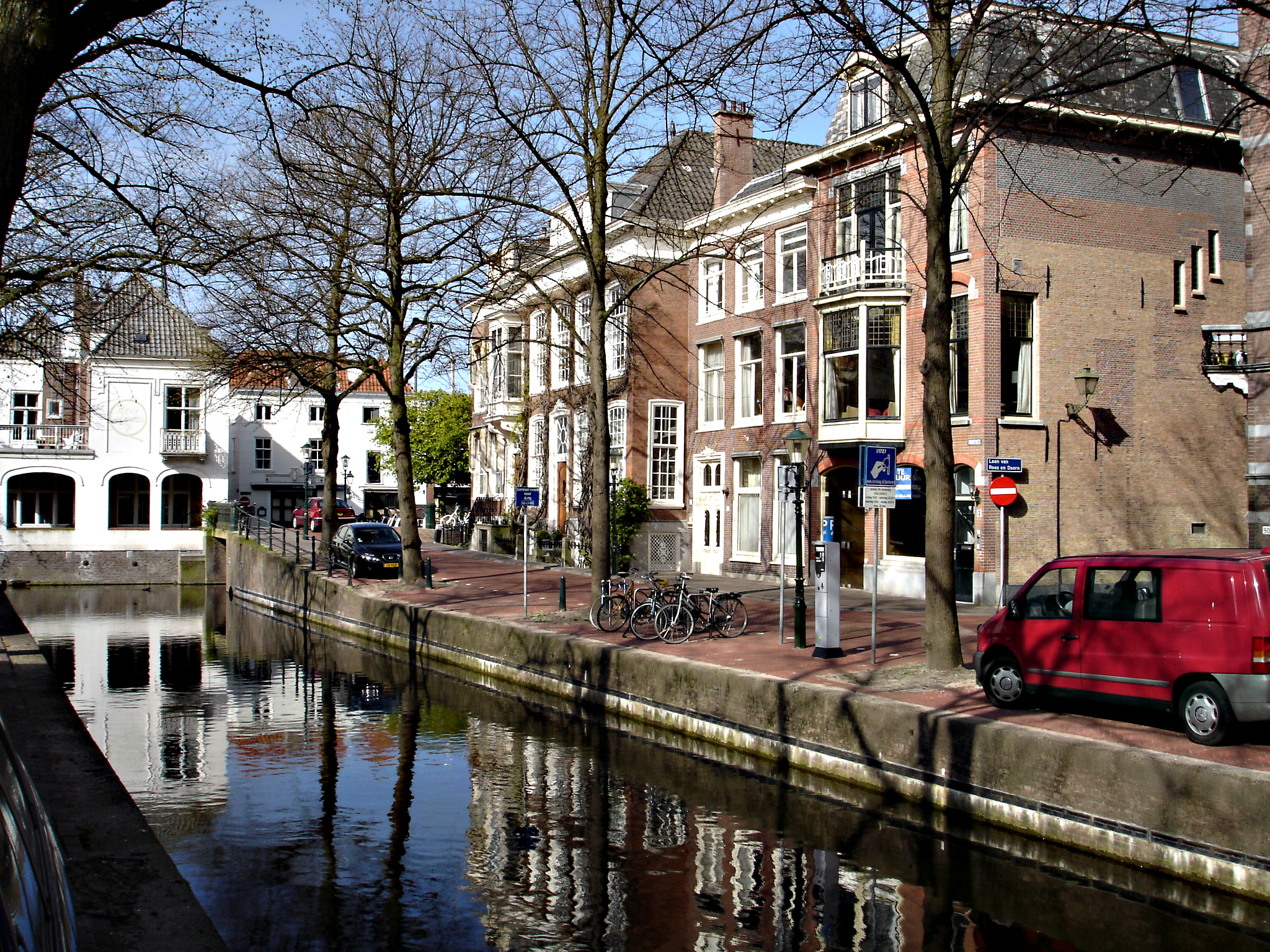
De Maliegracht gezien naar Hooistraat en Houtweg (rechts) vanaf de Nieuwe Uitleg.
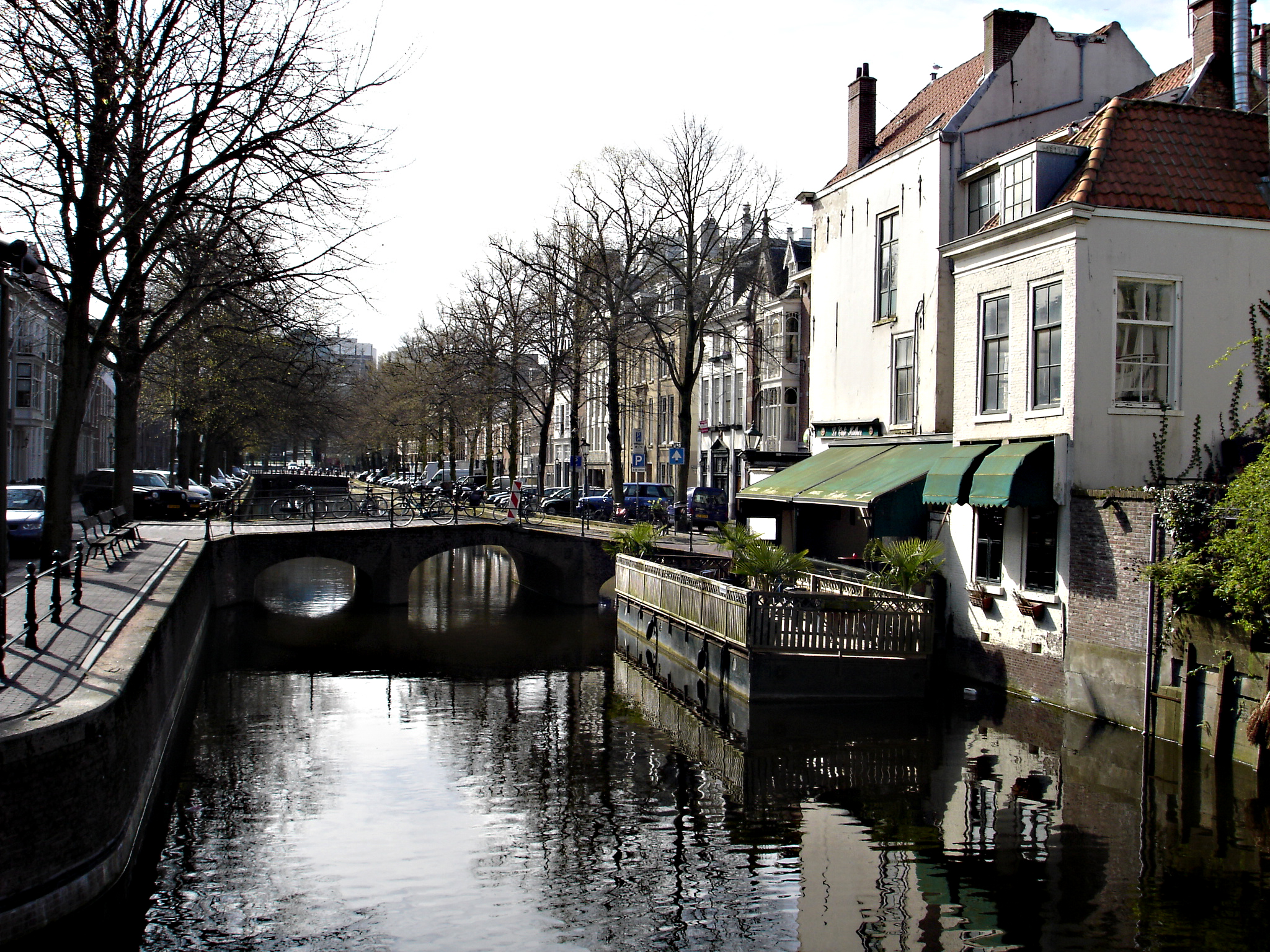
Smidswater en Maliebrug (anno 1974, replica van de oude brug uit de 2e helft van de 17e eeuw).
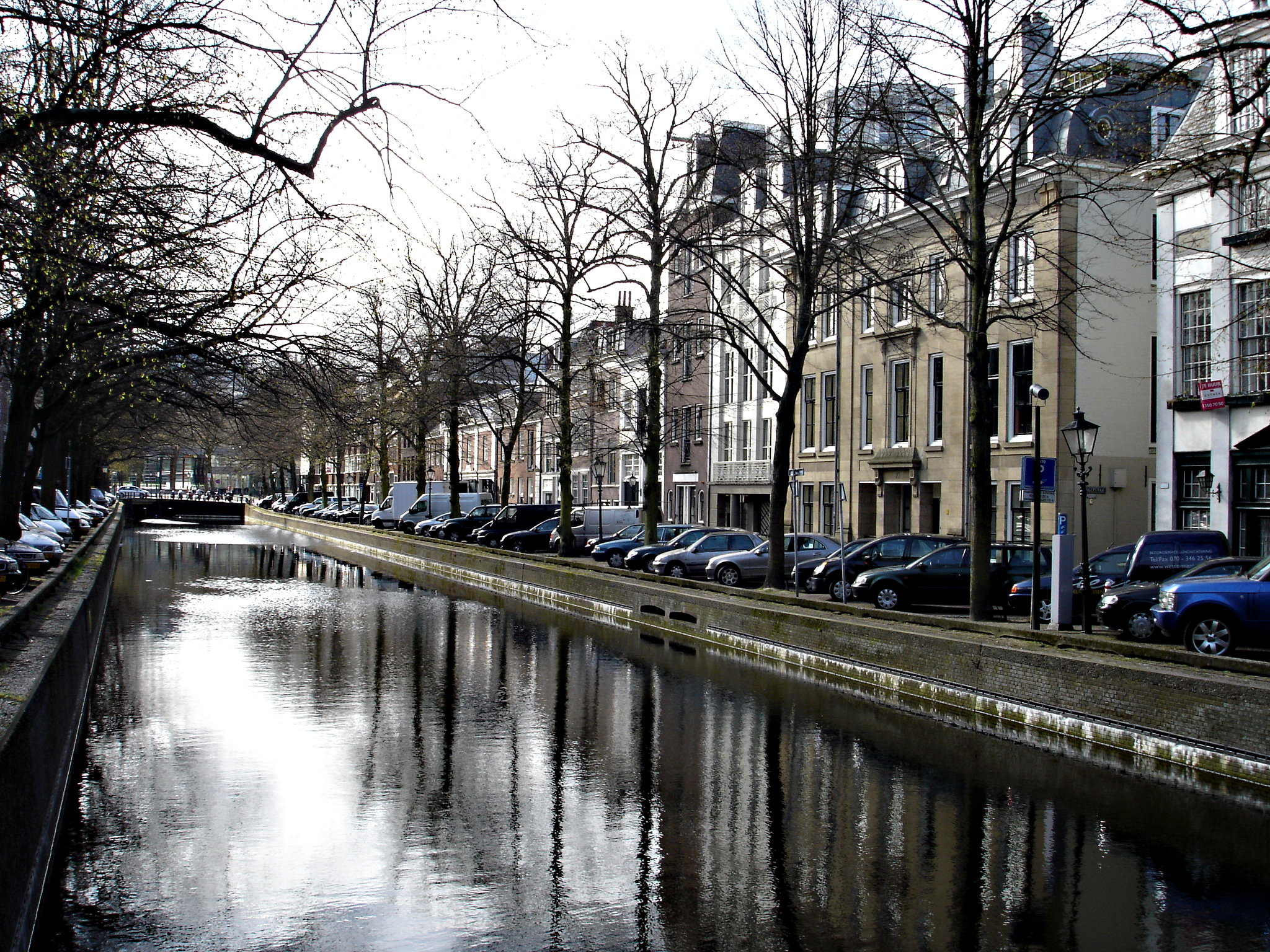
Smidswater vanaf Maliebrug richting Smidsplein.
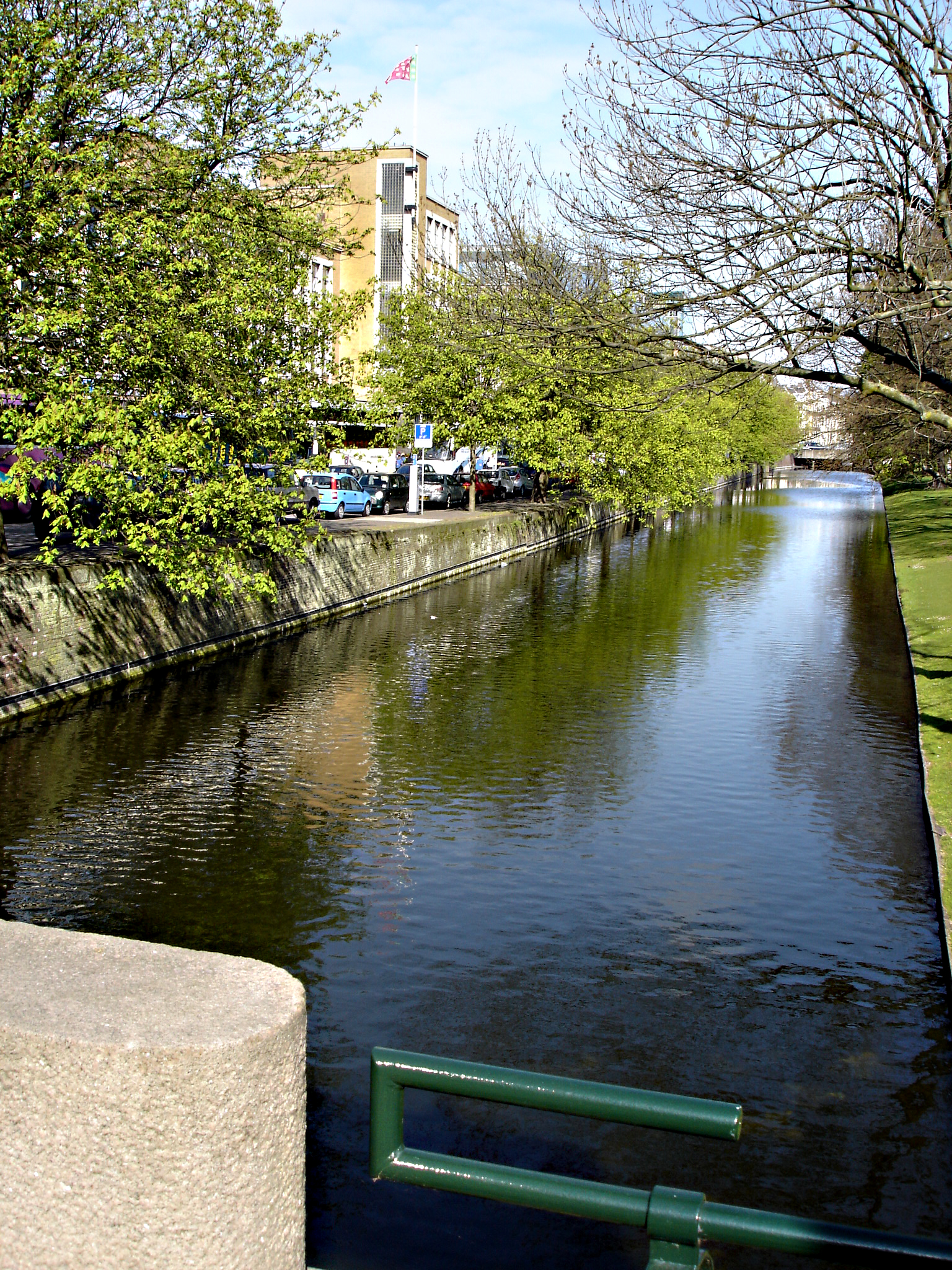
Prinsessegracht (links) vanaf de Heerenbrug met gebouw van de Koninklijke Academie van Beeldende Kunsten.